# Geschichte des Glases
Glas wurde erstmals etwa im 5. Jahrtausend v. Chr. als Nebenprodukt der Glasur hergestellt. Als eigenständiges Produkt erscheint es erstmals im Ägypten und Mesopotamien des 3. Jahrtausends v. Chr. als Glasperlen. Seit der Antike wurde neben Hohlglas (für Trinkgläser) auch Flachglas (für Fenster) hergestellt. Bis ins 17. Jahrhundert wurde Glas ausschließlich geblasen, bis um 1900 noch überwiegend.

## Hohlglas

### Frühzeit

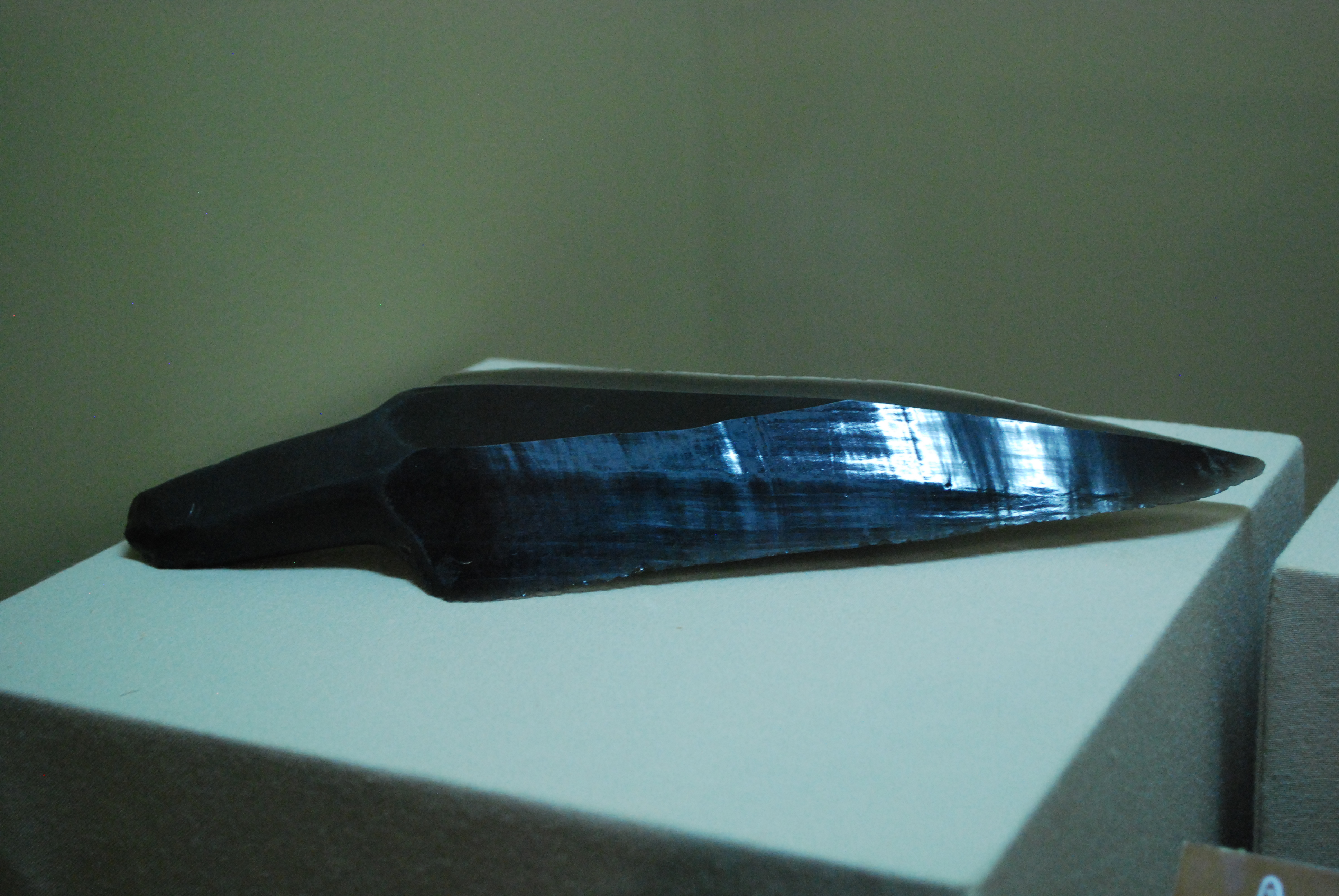
Eine Messerklinge aus dem natürlichen Glas Obsidian

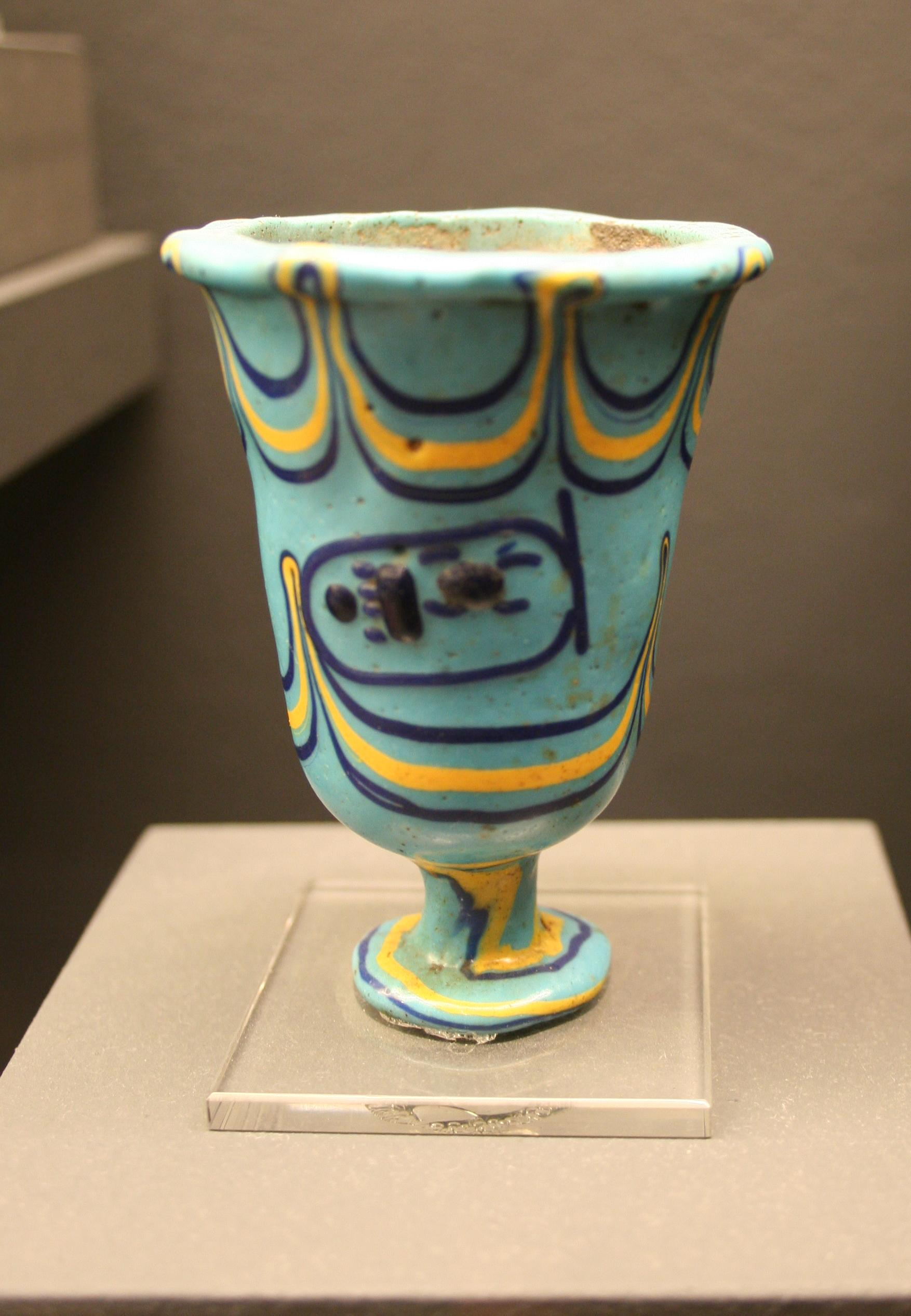
Glaskelch Thutmosis’ III., ältestes sicher zu datierendes Glasgefäß der Welt (Staatliches Museum Ägyptischer Kunst, München)

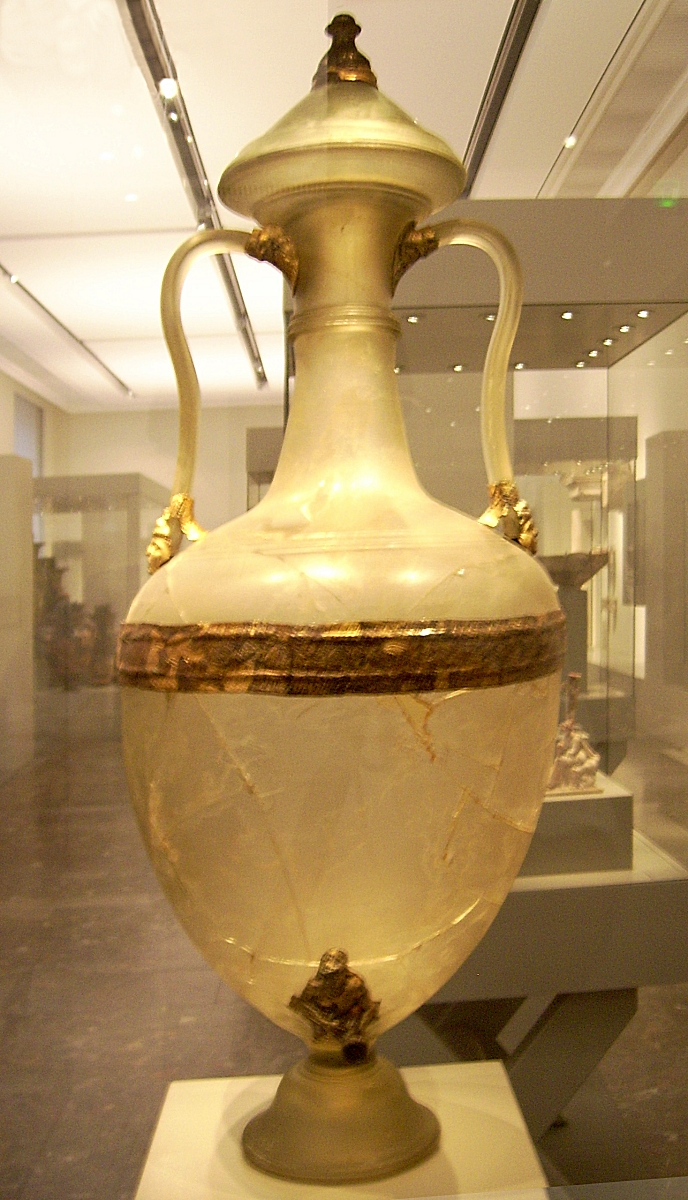
Hellenistische Glasamphore aus der 2. Hälfte des 2. Jahrhunderts v. Chr. im Alten Museum, Berlin

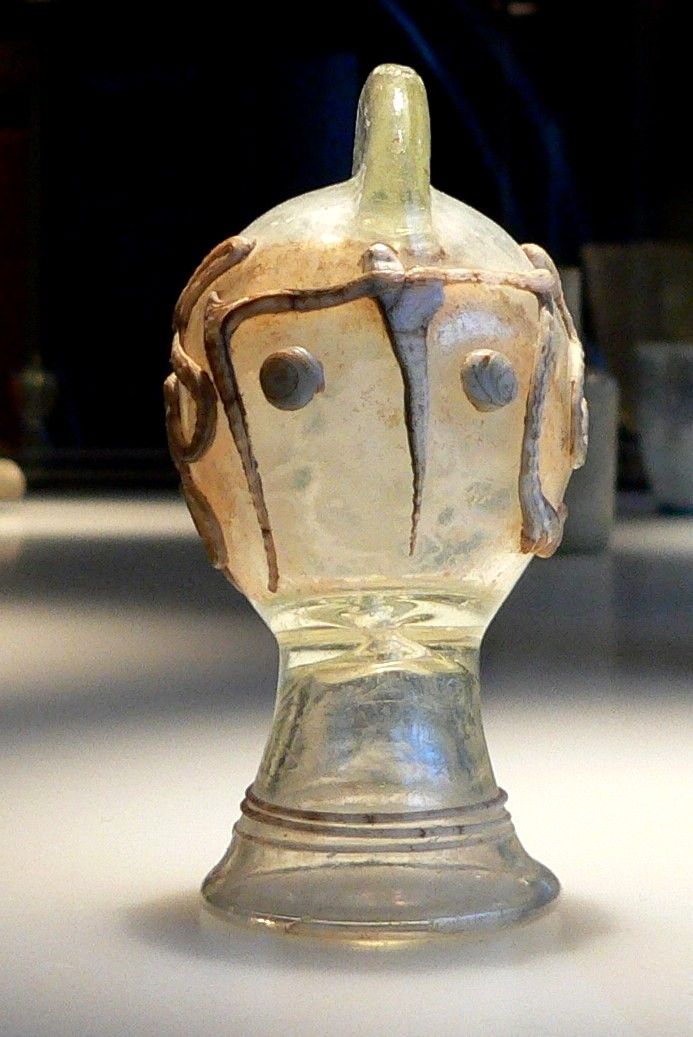
Römisches Tropffläschchen in Form eines Gladiatorhelms, 1. Jahrhundert n. Chr. (Römisch-Germanisches Museum, Köln)

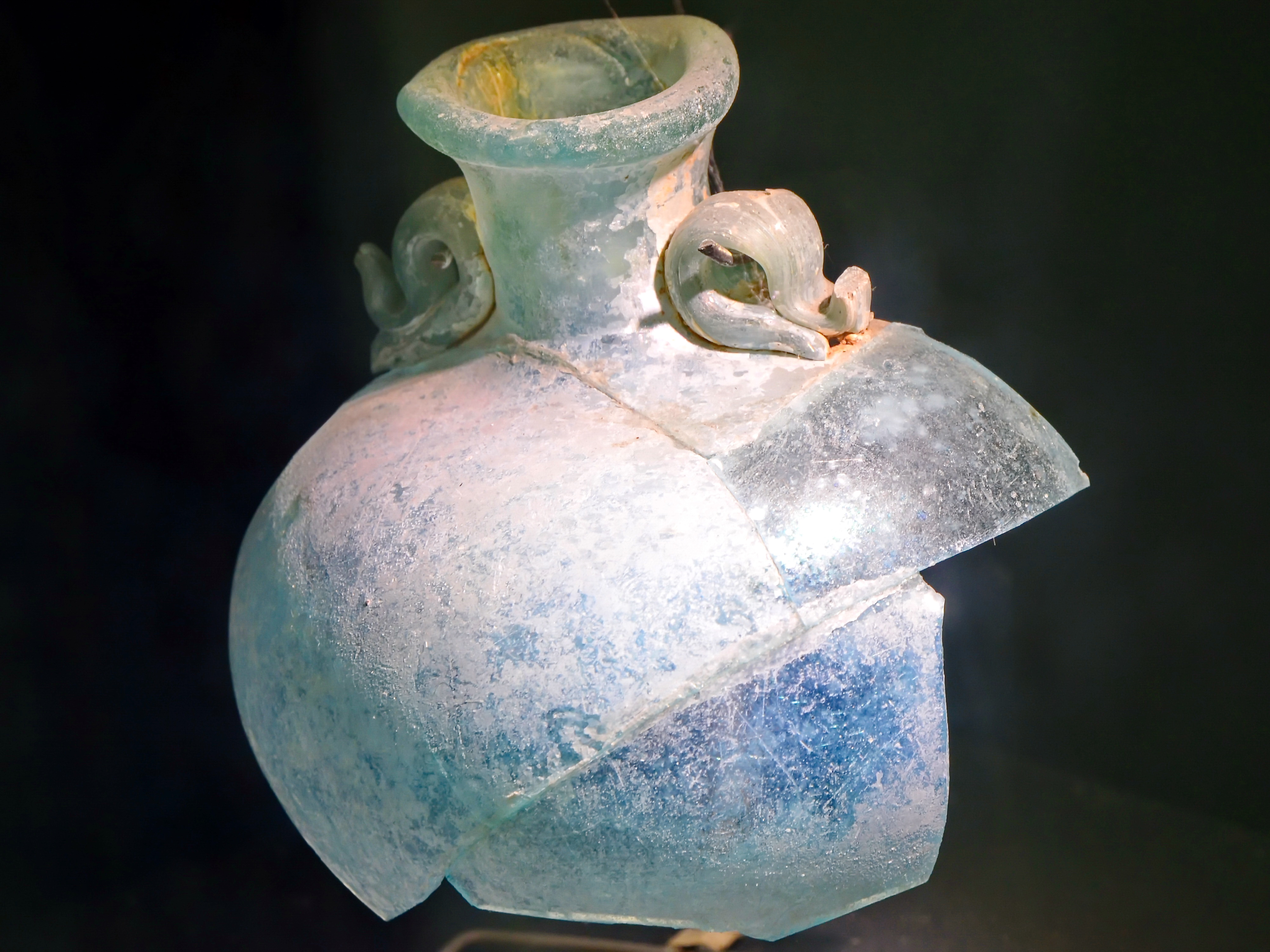
Salbölfläschchen aus dem römischen Vicus Turicum

Natürliches Glas wie Obsidian wurde wegen seiner großen Härte und des scharfen Bruchs seit frühester Zeit für Werkzeuge wie Keile, Klingen, Schaber und Bohrer benutzt. Obsidian konnte jedoch – anders als künstlich hergestelltes Glas – mit antiken Mitteln nicht geschmolzen oder gefärbt werden.
Auch die natürlich vorkommenden transluzenten und spaltbaren Minerale Glimmer und Marienglas wurden (im römischen Reich) als Fensterglas verwendet, bevor man in der Lage war, entsprechend große und gleichmäßig dicke Scheiben künstlich herzustellen. Die Römer nannten Marienglas Lapis specularis. Der römische Geschichtsschreiber Plinius der Ältere (23/24–79) beschrieb in seiner Enzyklopädie Naturalis historia den Abbau und die Verarbeitung von Lapis specularis zu Fensterscheiben und Lampen.
Ob die Glasherstellung in Mesopotamien, im alten Ägypten oder an der Levanteküste erfunden wurde, lässt sich nicht mit letzter Gewissheit sagen. Die ältesten Glasfunde stammen aus Mesopotamien; altägyptische Quellen deuten für die Anfangsphase der Glasnutzung in Ägypten auf einen Import aus dem Osten hin. Die älteste textliche Erwähnung stammt aus Ugarit und wird auf etwa 1600 v. Chr. datiert. Als älteste Funde gelten die Nuzi-Perlen. Das älteste sicher zu datierende Glasgefäß ist ein Kelch, der den Thronnamen von Pharao Thutmosis III. trägt und um 1450 v. Chr. entstand. Der Kelch befindet sich seit dem 20. Jahrhundert im Staatlichen Museum Ägyptischer Kunst in München.
Glas wurde in Ägypten seit etwa 1450 v. Chr. zu Gefäßen verarbeitet (siehe Glas im Alten Ägypten). Der Herstellungsort dieses frühesten Glases ist allerdings unbekannt, er wird in Theben vermutet, gegenüber dem heutigen Luxor. Die bekannteste Verarbeitungstechnik beruht auf dem Herstellen von Hohlgefäßen durch das Wickeln von erweichten Glasstäbchen um einen porösen Keramikkern, der anschließend herausgekratzt wurde. Die besten Funde hierzu liegen aus den Grabungen von Flinders Petrie aus Amarna vor. Die bislang einzige bekannte bronzezeitliche Glashütte, in der Glas aus seinen Rohstoffen hergestellt wurde, datiert in die Ramessidenzeit und wurde Ende der 1990er Jahre bei Grabungen des Roemer- und Pelizaeus-Museums (Hildesheim) unter der Leitung von Edgar Pusch im östlichen Nil-Delta in Qantir-Piramesse gefunden. Untersuchungen gaben Aufschluss über das Schmelzverfahren. So wurde Quarzgestein zerkleinert, mit sodahaltiger Pflanzenasche vermengt, in einen Krug gefüllt und bei vielleicht 800 °C zu einer Fritte geschmolzen. Diese Fritte wurde nach dem Abkühlen vermutlich zerkleinert und in einer zweiten Schmelze in speziell hergestellten Tiegeln bei 900 bis 1100 °C zu einem 8 bis 10 cm hohen Barren mit 10 bis 14 cm Durchmesser geschmolzen. Das Glas wurde dabei durch Beimischen von Metall-Oxiden schwarz, violett, blau, grün, rot, gelb oder weiß gefärbt. Ein konkreter Zusammenhang von Glasherstellung und Metallgewinnung ist trotz der ähnlichen Temperaturen nicht nachzuweisen. Das gefärbte Rohglas wurde in Barrenform an die weiterverarbeitenden Werkstätten geliefert, die daraus monochrome und polychrome Objekte herstellten. Solche Glasbarren wurden im Schiffswrack von Uluburun nahe dem türkischen Bodrum gefunden, das auf das 14. Jahrhundert v. Chr. datiert ist. Die erste bekannte Rezeptur ist aus der Bibliothek des assyrischen Königs Assurbanipal überliefert, die auf ca. 650 v. Chr. datiert wird: Nimm 60 Teile Sand, 180 Teile Asche aus Meerespflanzen und 5 Teile Kreide und du erhältst Glas. Zu dieser Zeit wurde schon wesentlich mehr Glas verarbeitet, und es entwickelte sich eine neue Glasschmelztechnik.

### Antike
Plinius der Ältere beschreibt in der Naturalis historia die Herstellung des Glases. Chemische Analysen und Erkenntnisse der experimentellen Archäologie haben Plinius in vielen Fragen bestätigt. Zur Römerzeit wurde Glas (lateinisch vitrum) mit Flusssand und Natron aus Ägypten geschmolzen. Das ägyptische Natron wurde am Wadi Natrun, einem natürlichen Natronsee in Nord-Ägypten, abgebaut und über Alexandria von den Phöniziern in den Mittelmeerraum exportiert. Dieses war verhältnismäßig rein und enthielt mehr als 40 Prozent Natriumoxid (die Angabe wurde wie in der Petrologie üblich auf das Oxid bezogen, faktisch liegt aber Natriumcarbonat vor) und bis zu 4 Prozent Kalk. Die Zusammensetzung machte es zu einem idealen Schmelzmittel. Plinius schreibt weiter von Glassandlagern in Italien, Hispanien und Gallien, aber an keiner dieser Stätten entwickelte sich eine so bedeutende Glasherstellung wie an der palästinischen Küste zwischen Akkon und Tyros sowie in den ägyptischen Glashütten rund um das Wadi Natrun bei Alexandria.
Kaiser Diokletian legte im Jahr 301 die Preise für eine ganze Reihe von Produkten fest, unter anderem für Rohglas. Unterschieden wurde judaicum und alexandrium, wobei Letzteres teurer und wahrscheinlich entfärbtes Glas war. Zu dieser Zeit war die Glasproduktion im Wesentlichen noch immer in Primär- und Sekundärwerkstätten gegliedert. In den Primärwerkstätten wurde in großen Schmelzwannen Rohglas geschmolzen, das dann an die Sekundärwerkstätten geliefert wurde, wo es in Tiegeln eingeschmolzen und verarbeitet wurde. In Bet Eli’ezer im heutigen Israel wurden 17 Glasschmelzwannen freigelegt, die jeweils 2 × 4 m groß sind. Nachdem das Gemenge in die Wanne eingelegt worden war, wurde der Ofen zugemauert und 10 bis 15 Tage lang befeuert. Acht bis neun Tonnen blaues bzw. grünes Rohglas wurden so in nur einem Arbeitsgang erschmolzen. Nach dem Feuerungsstopp und dem Abkühlen wurde das Gewölbe des Ofens abgetragen, der Glasblock herausgestemmt und das Rohglas zur weiteren Verarbeitung versandt. Ein Schiffswrack aus dem 3. Jahrhundert, das an der südfranzösischen Küste gefunden wurde, hatte mehr als drei Tonnen Rohglas geladen. In Ägypten wurden Rohglashütten gefunden, die bis ins 10. Jahrhundert reichten. Die Ägypter benutzten Antimon zur Entfärbung, konnten also farbloses, durchsichtiges Glas herstellen.

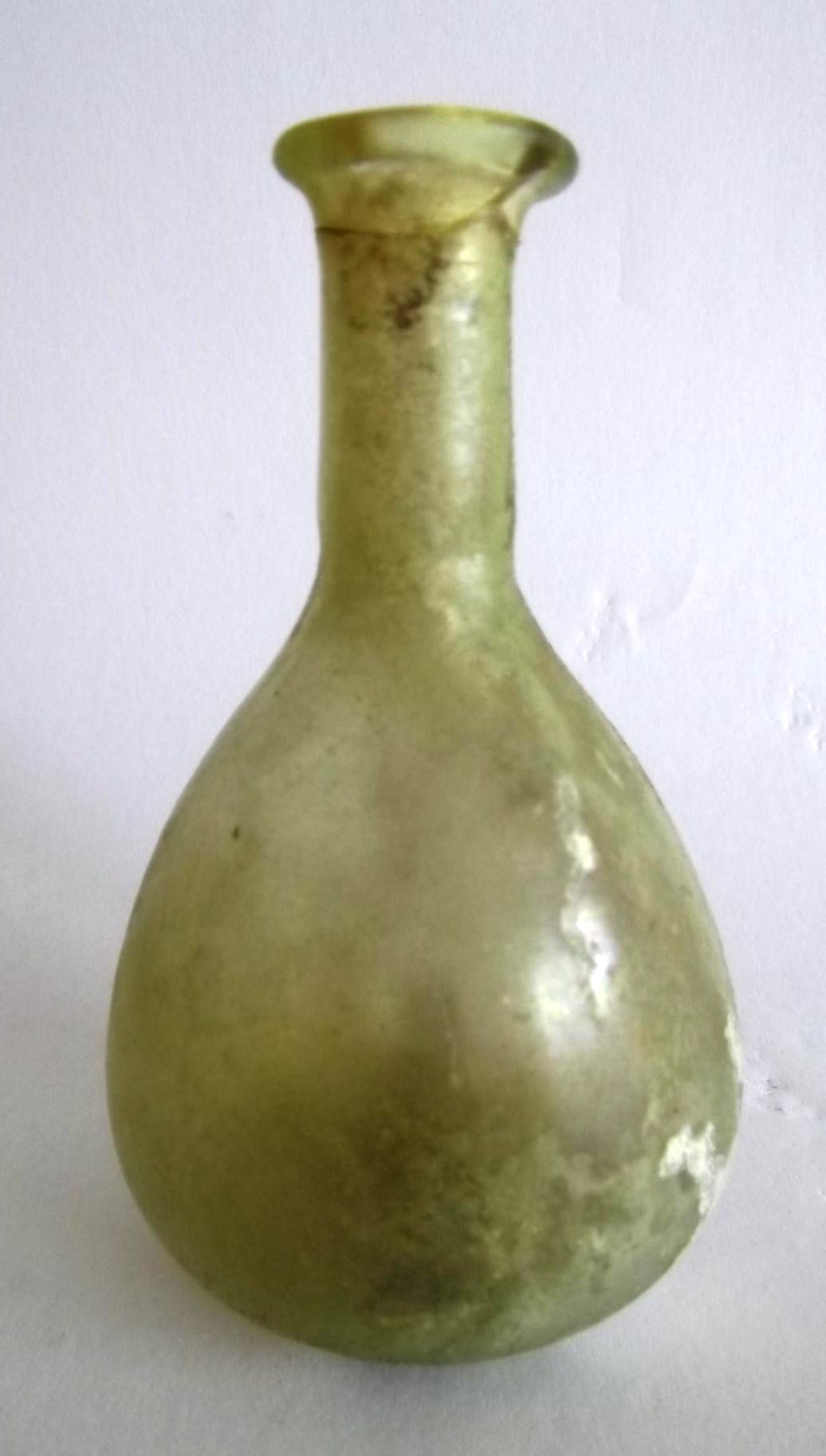
Römisches Parfumfläschchen aus Glas, 1.–3. Jh. n. Chr., 8,2 cm hoch

Die Sekundärglashütten waren im ganzen Römischen Reich verbreitet und stellten Hohlglas, Flachglas und Mosaiksteine her. Das Rohglas wurde in einem Tiegel eingeschmolzen und mit der Pfeife im zähflüssigen Zustand aus dem Ofen genommen und verarbeitet. An der Pfeife konnte das Glas aufgeblasen werden, was die Herstellung von größeren Gefäßen und neuen Formen ermöglichte. Wurde bis dahin Glas für Perlen, Parfümfläschchen und Trinkschalen verwendet, verbreitete sich im Römischen Reich vor allem Behälterglas – im Gegensatz zu den üblichen Ton-, Holz-, Metall- oder Lederbehältnissen ist Glas geschmacksneutral – sowie Karaffen zum Kredenzen und in der Spätantike auch Trinkgläser.
Glasarmringe sind eine typische Schmuckform, die neben gläsernen Fingerringen und Ringperlen zur mittleren La-Tène-Zeit im keltischen Mitteleuropa als Frauenschmuck aufkommt und als Grabbeigabe gefunden wird.

### Mittelalter und Neuzeit

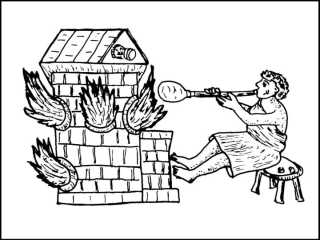
Glasmacher. Aus: Hrabanus Maurus, De universo, illustrierte Handschrift (1023), Kloster Montecassino (cod. 132)

In der Spätantike stellten die Germanen überall dort, wo die Römer sich zurückgezogen hatten, Glas in germanisierter Formensprache her. Man geht heute davon aus, dass für das fränkische Glas und bis weit ins Frühmittelalter hinein noch vorhandene römische Gläser wiederverwertet aber auch Gläser aus der Levante und Ägypten importiert wurden. Zu einer eigenständigen Herstellung von Glas mangelte es an der Verfügbarkeit von Flussmitteln. Im 8. Jahrhundert verbreiteten sich dann in Europa die Verwendung von kaliumcarbonathaltiger Holzasche und von Blei(II,IV)-oxid als Flussmittel, wodurch eine eigenständige Glasherstellung aus vorhandenen Rohstoffen möglich wurde.
Die frühmittelalterliche europäische Glasherstellung scheint in engem räumlichen Zusammenhang mit der Metallverarbeitung stattgefunden zu haben. Wohl weil beide Gewerke Öfen mit hohen Temperaturen und Holzkohle zum Betrieb benötigten. Zudem konnte Asche aus der Metallproduktion zur Glaserzeugung genutzt werden.

#### Waldglas
Mit De diversis artibus des Benediktiners Theophilus Presbyter steht erstmals eine längere schriftliche Quelle zur Verfügung, die die Glasherstellung, das Blasen von Flachglas und Hohlglas sowie die Ofentechnologie beschreibt. Theophilus, der wahrscheinlich in Konstantinopel war, vermischte Asche von getrocknetem Buchenholz mit gesiebtem Flusssand im Verhältnis 2:1 und trocknete dieses Gemenge im Ofen unter ständigem Rühren, so dass es nicht schmelzen oder verkleben konnte, einen Tag und eine Nacht. Danach wurde diese Fritte in einen Tiegel gefüllt und in einer Nacht unter starker Hitze zu Glas geschmolzen.
Dieser am Anfang des 12. Jahrhunderts wohl in Köln entstandene Text bildet wahrscheinlich die Grundlage für die Kirchenfenster der Gotik. Die Pflanzenasche mit allen Verunreinigungen lieferte auch einen Teil des Kalks, der für die Herstellung guten Glases nötig war. Um die enorme Menge an Holz, die für die Befeuerung der Öfen und für die Aschegewinnung nötig war, nicht über lange Wege befördern zu müssen, wurden die Glashütten in abgelegenen Waldgebieten angelegt. Diese Waldglashütten stellten überwiegend Glas her, welches durch Eisenoxid (aus verunreinigtem Sand) grünlich verfärbt war.
Im 15. Jahrhundert wurde auch Blei zur Herstellung von Glas verwendet.
In Georgius Agricolas De re metallica gibt es eine kurze Beschreibung der Glaskunst. Er hat von 1524 bis 1527 in Venedig gelebt und wohl die Insel Murano besuchen dürfen, was die detaillierten Beschreibungen der Öfen vermuten lassen.
Als Rohstoff sind durchsichtige Steine genannt, also Quarz, und „weiße Steine“, also Marmor, die im Feuer gebrannt, im Pochwerk zu grobem Grieß zerstoßen und danach gesiebt werden. Weiter führt er Kochsalz, Magnetit und Soda an. Kochsalz und Magnetstein werden von späteren Autoren als unnütz verworfen. Marmor und Soda gab es in Altare und in Mailand; sie sind in Deutschland nicht zu erhalten. Einzig eine Andeutung „salz das aus laugen dargestellt wird“ weist auf ein venezianisches Geheimnis hin.
Die Glasschmelzöfen der Waldglashütten und Venedigs waren eiförmige Konstruktionen mit 3 Meter Durchmesser und bis zu 3 Meter Höhe, gemauert aus mit gebrannter Schamotte versetzten Lehmziegel. Im unteren Stock lag der Befeuerungsraum mit ein oder zwei halbrunden Öffnungen für den Holzeinwurf. In der Mitte schlugen die Flammen durch eine große runde Öffnung in den zweiten Stock, in dem die Hafenöfen standen. Dieser etwa 1,20 Meter hohe Raum war rundum mit 20 × 20 cm großen Ofentoren versehen, durch die das Gemenge eingelegt und das Glas entnommen werden konnte. Im Obergeschoss, das durch eine kleine Öffnung mit dem Schmelzraum verbunden war, lag der Kühlofen, der nur 400 °C heiß war. Der Kühlofen war mit einer kleinen Öffnung versehen, durch die fertige Werkstücke eingetragen wurden. Am Abend wurde das Loch zwischen Schmelzraum und Kühlraum mit einem Stein verschlossen, so dass das Glas über Nacht abkühlen konnte.

#### Venedig
Am Anfang der venezianischen Glastradition stand wohl der Handel mit byzantinischen Glaserzeugnissen, die schon im 10. Jahrhundert importiert und nach ganz Europa exportiert wurden. Erste Glasmacher finden sich in den Registern des 11. Jahrhunderts. Sie werden phiolarius („Flaschner“) genannt. Ein an der Südküste der Türkei havariertes Handelsschiff, das um 1025 gesunken ist, transportierte nicht weniger als drei Tonnen Rohglas, das aus Caesarea Maritima in Palästina stammte. Ob es für Venedig bestimmt war, lässt sich nicht mit Gewissheit sagen, ist aber naheliegend. Bis 1295 wurden alle Glasmacher auf der Insel Murano angesiedelt und ihre Reisefreiheit per Gesetz eingeschränkt. Auf dieser von der Welt abgeschnittenen Insel konnte Angelo Barovier Mitte des 15. Jahrhunderts das Geheimnis der Glasentfärbung lüften und erstmals ungetrübtes, klar durchsichtiges Glas in Europa herstellen. Das technische Wissen aus Venedig brachte einen Aufschwung der Glasproduktion, etwa im böhmisch-österreichischen Grenzgebiet. Das Kristallglas aus dem Böhmerwald wird ab etwa 1680 zum Exportschlager und weltberühmt.
Das crystallo, ein Soda-Kalk-Glas, das mit Manganoxid entfärbt war, sollte den Weltruhm des venezianischen Glases begründen. Die Soda wurde aus der Levante oder Alexandria importiert, ausgelaugt und versotten, bis ein reines Salz entstand. Als Sand wurde ein reiner Glassand aus dem Ticino oder gebrannter Marmor verwendet. Die Manganerze wurden wahrscheinlich von reisenden Erzsuchern aus Deutschland beschafft, die dort als Walen oder Venediger bekannt waren. Eine weitere venezianische Wiederentdeckung ist das lattimo (Milchglas), ein opakes weißes Glas, das mit Zinndioxid und Knochenasche getrübt war und das chinesische Porzellan nachahmte.
Viele neue Techniken wurden entwickelt, insbesondere im 19. und 20. Jahrhundert. Den Höhepunkt erreichte die Branche in den 1950er und 1960er Jahren. Berühmte Techniken aus dieser Zeit sind zum Beispiel: Anse Volante, Battuto, Canna, Colorazione a caldo senza fusione, Fenicio, Incamiciato, Murrina, Oriente, Pezzato, Pulegoso, Scavo, Siderale, Sommerso, Tessuto. Muranoglas gilt heute als begehrtes Sammlerobjekt. Es werden teilweise sehr hohe Summen für seltene und besondere Stücke bezahlt. Berühmte historische Glasmanufakturen sind zum Beispiel Venini & C., Pauly & C., Barovier & Toso, Seguso Vetri d’Arte. Einige dieser Manufakturen bestehen noch heute.

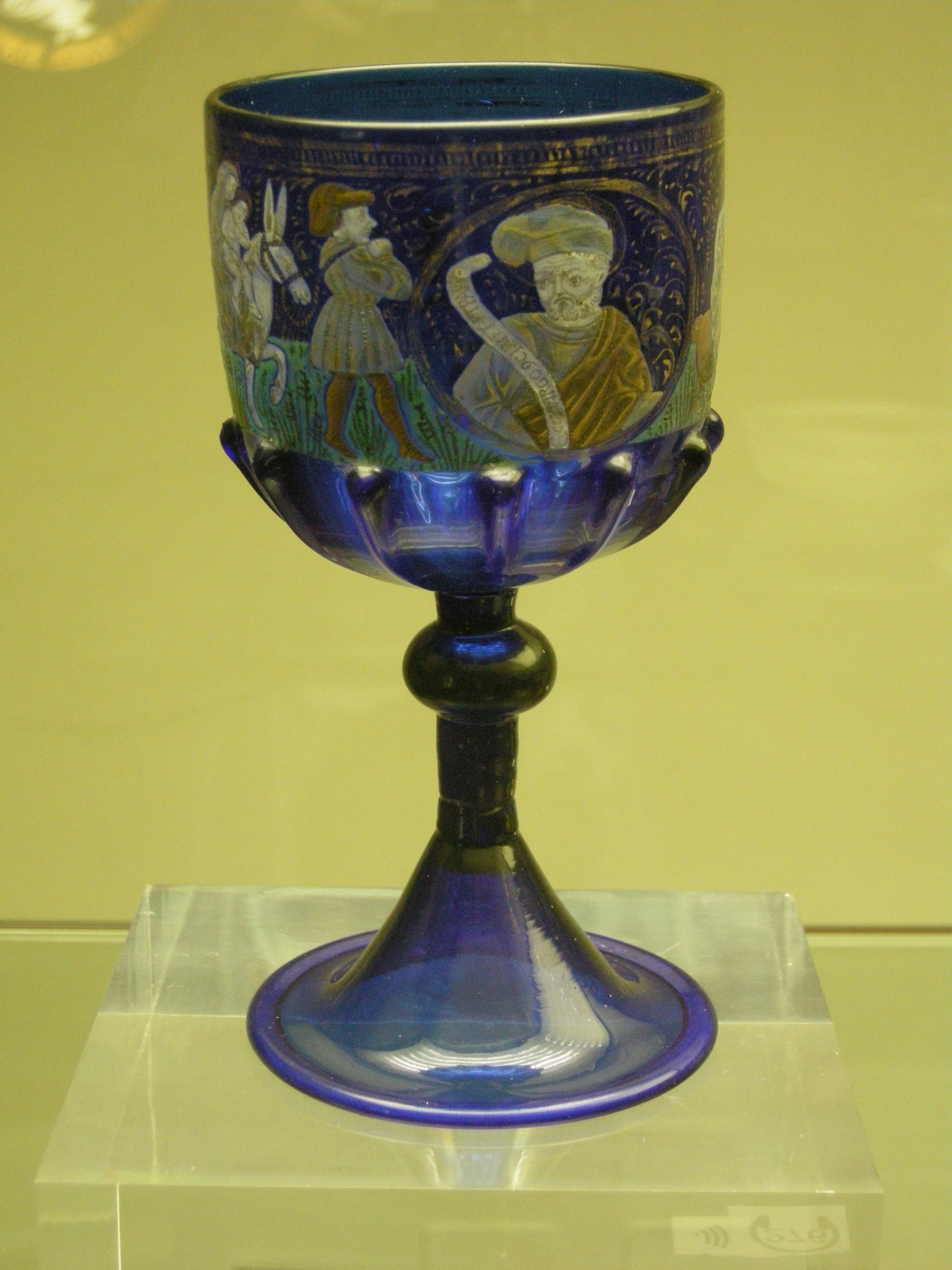
Kelch von Angelo Barovier (?), Mitte 15. Jahrhundert
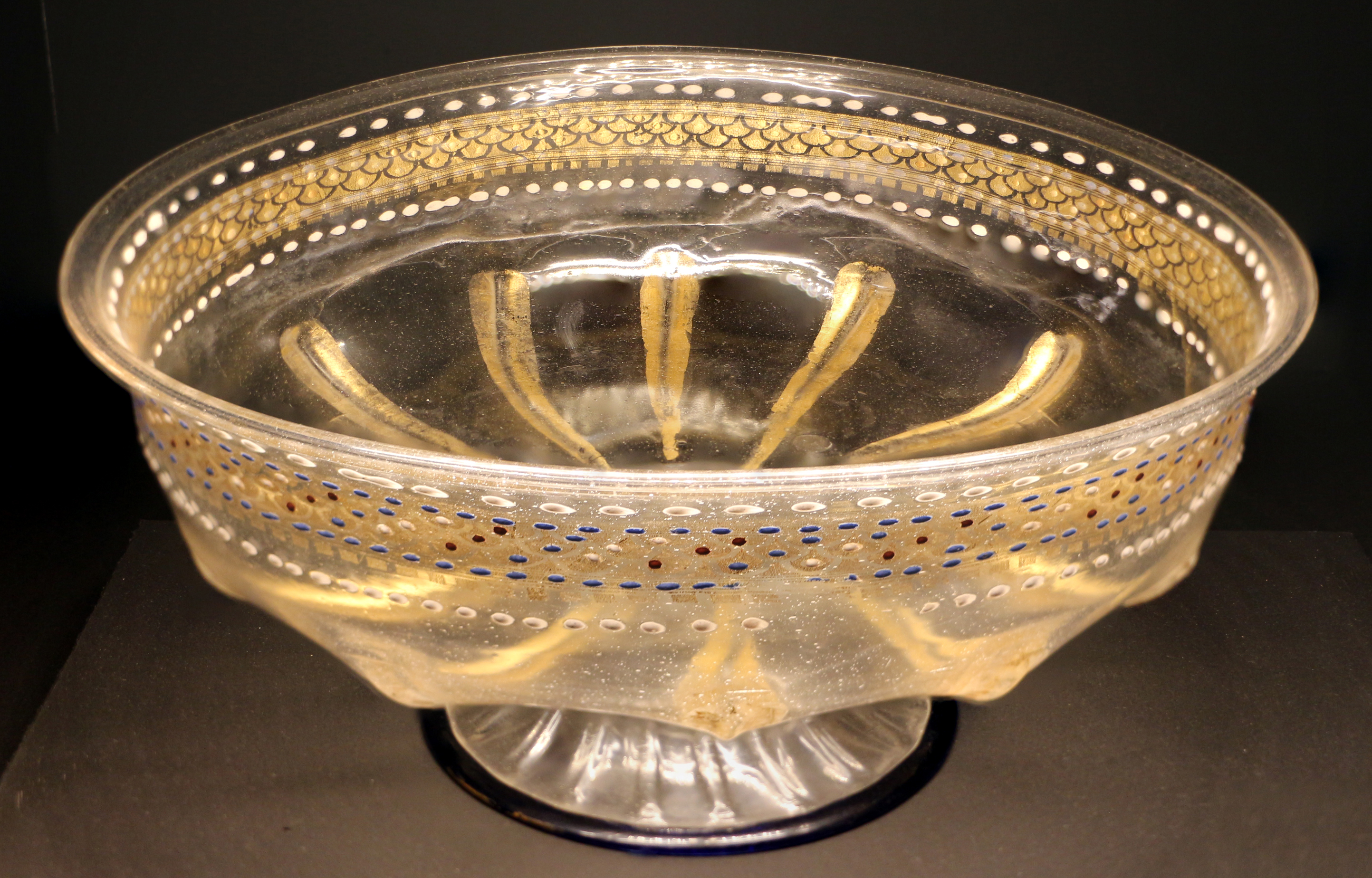
Glasschale mit Vergoldungen, ca. 1510
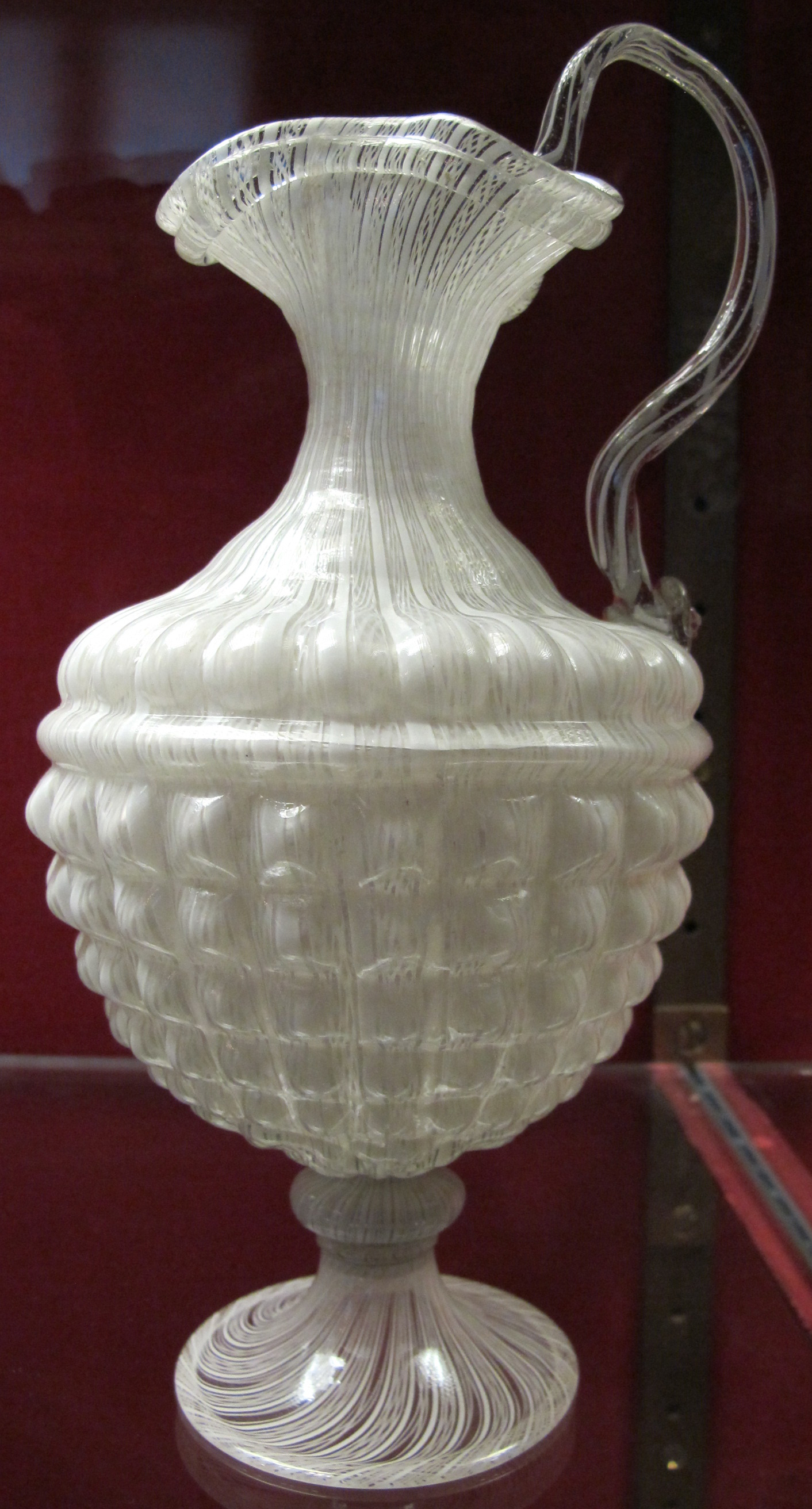
Glaskännchen oder -vase, Venedig, ca. 1550–1600
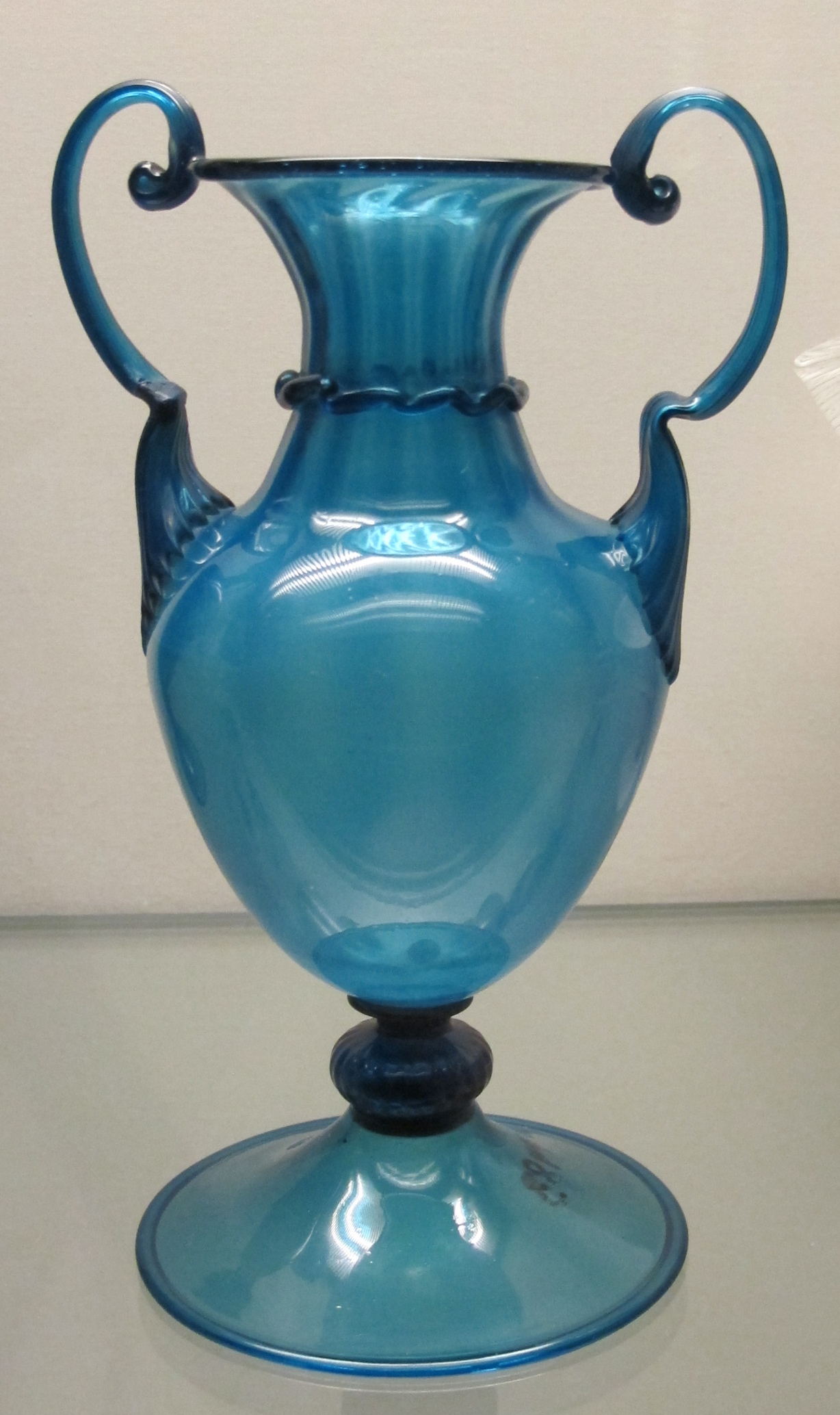
Vase aus blauem Glas, Murano, um 1600
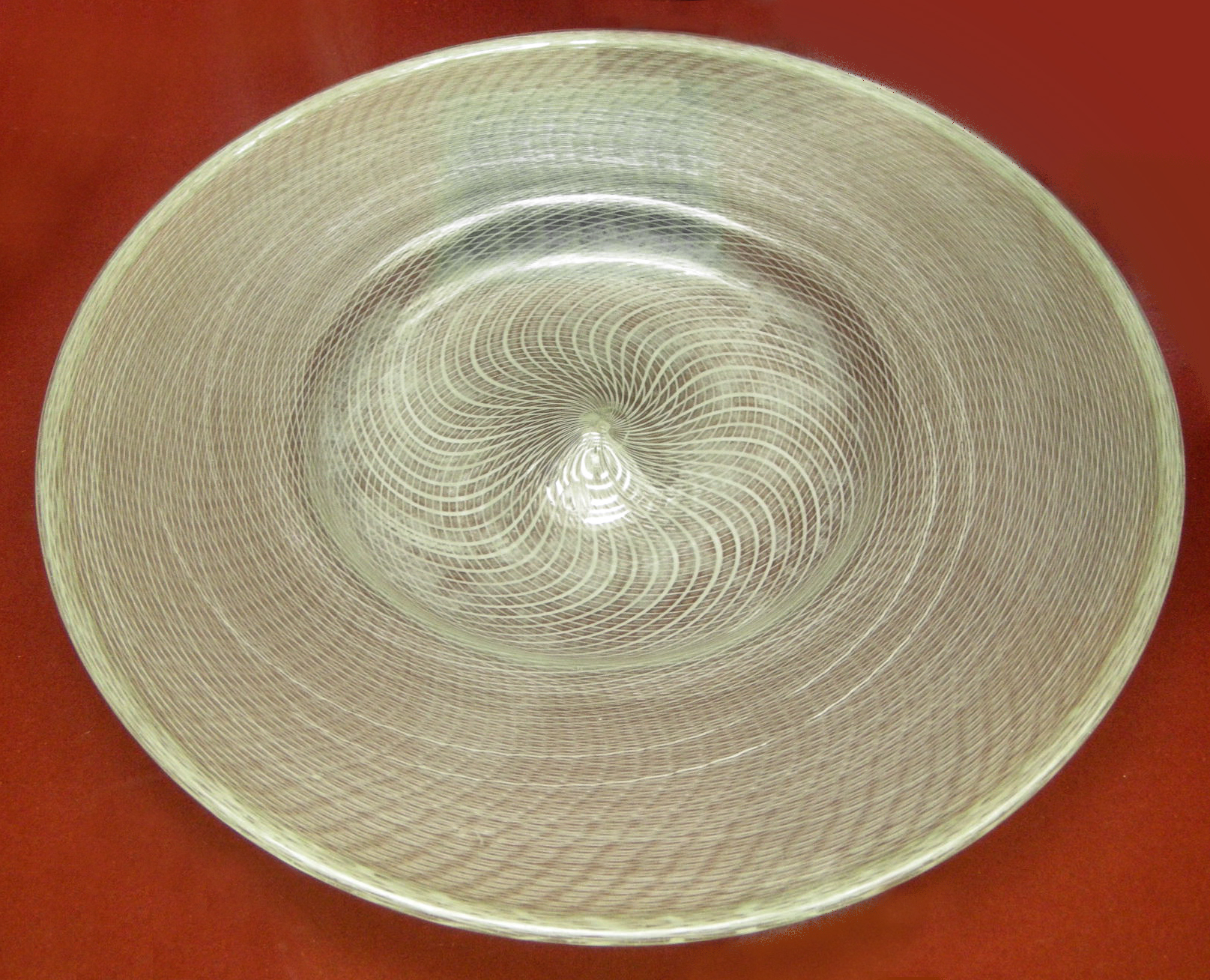
Glasteller in reticello-Technik
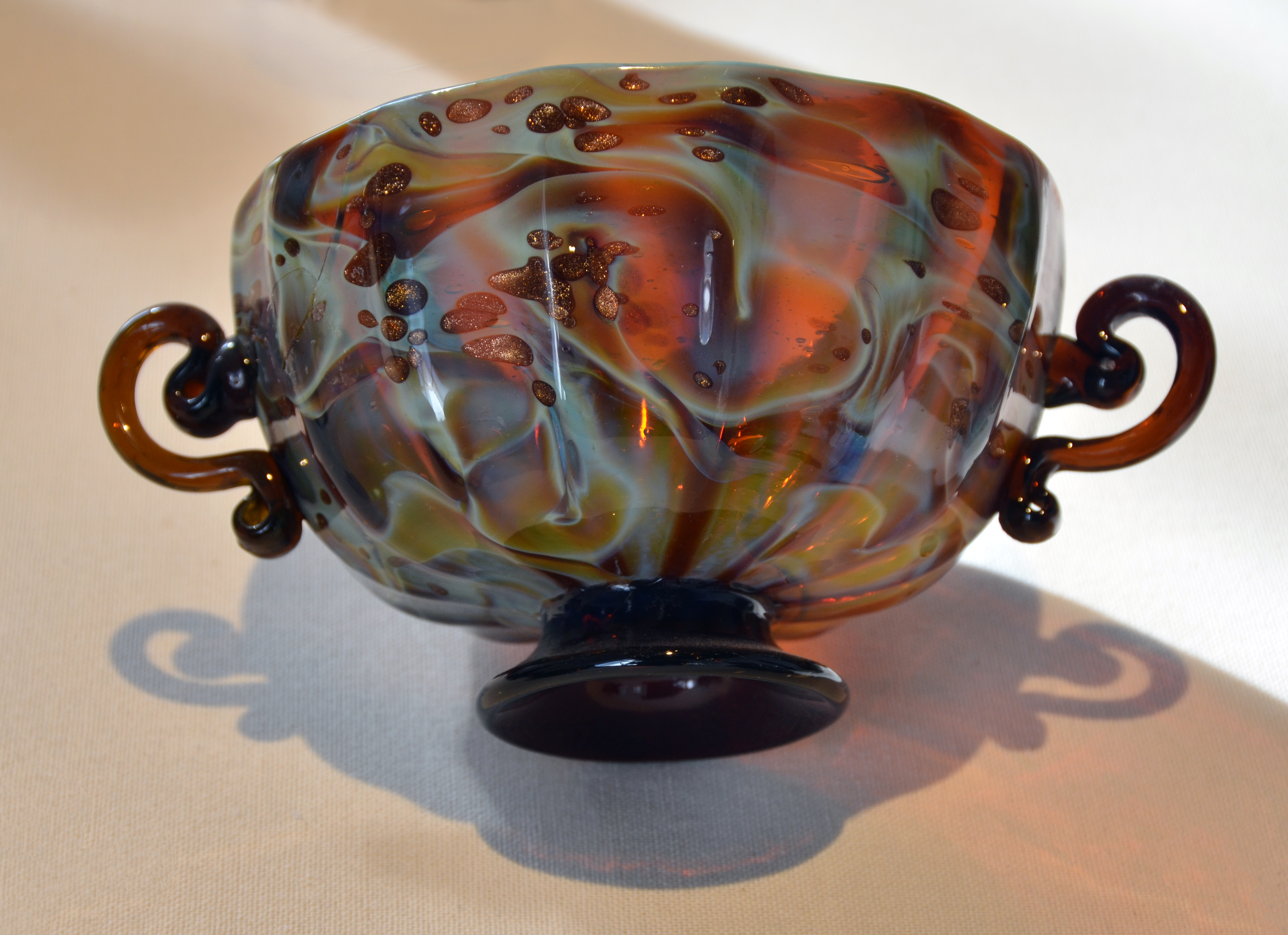
Schale aus vetro calcedonio mit Einlagen von vetro aventurino, Murano, um 1700
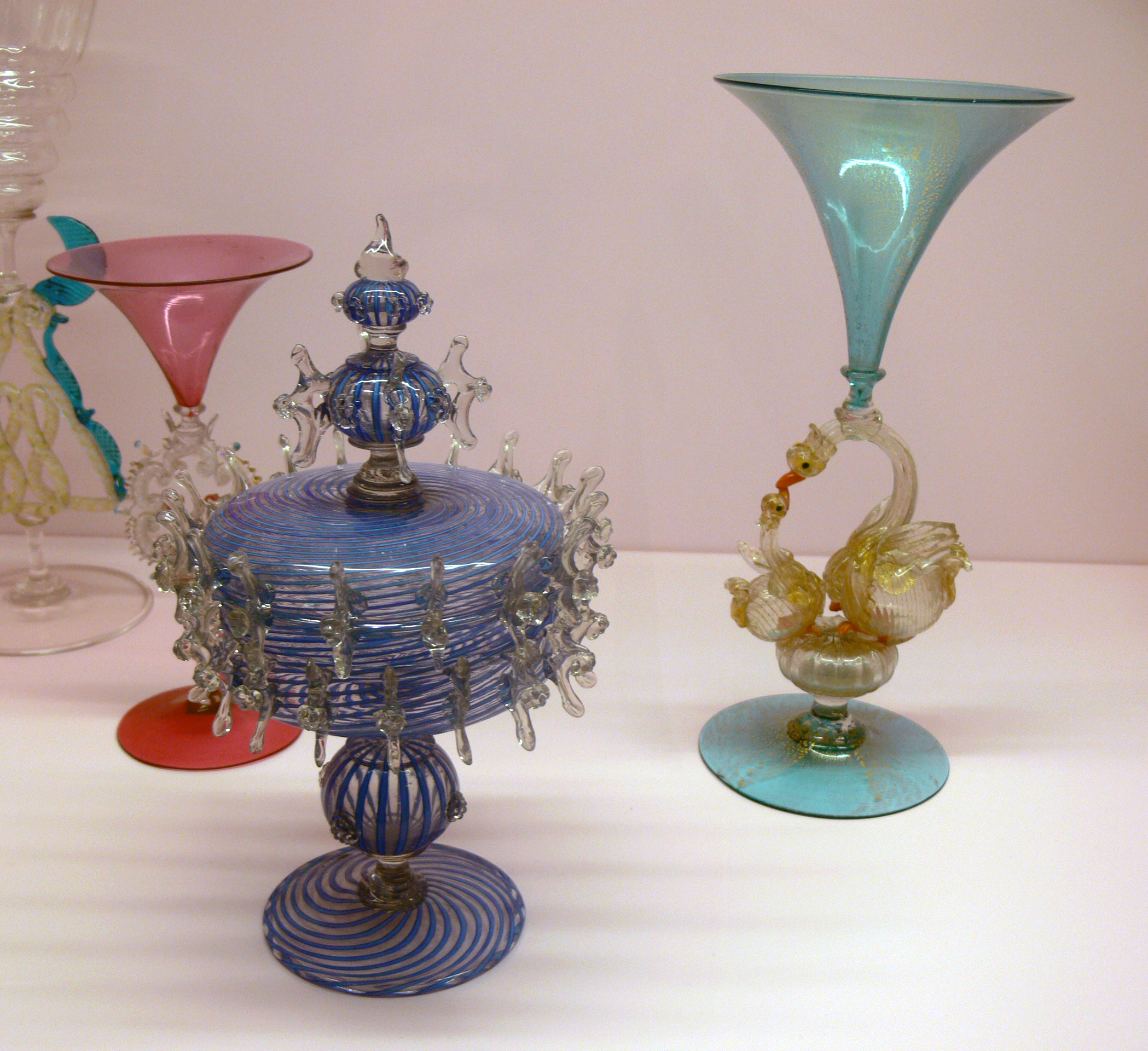
Venezianische Gläser, 1880–1890
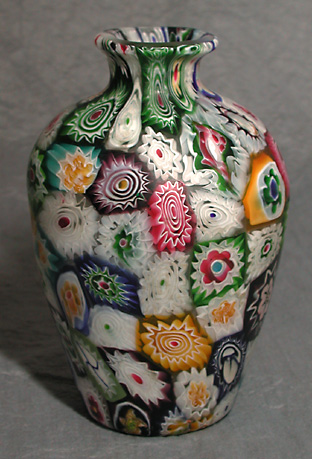
Vase in millefiori-Technik, Fratelli Toso, ca. 1900–1910
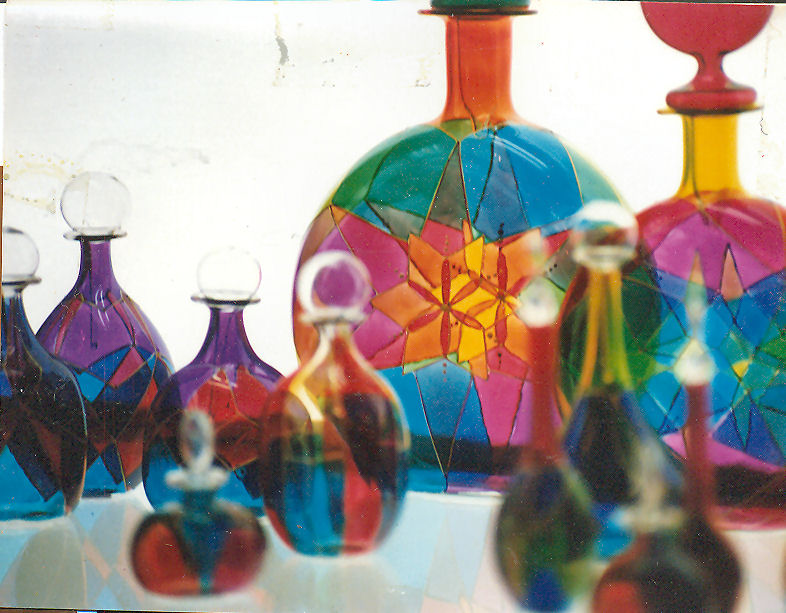
Moderne Glasgefäße aus Venedig
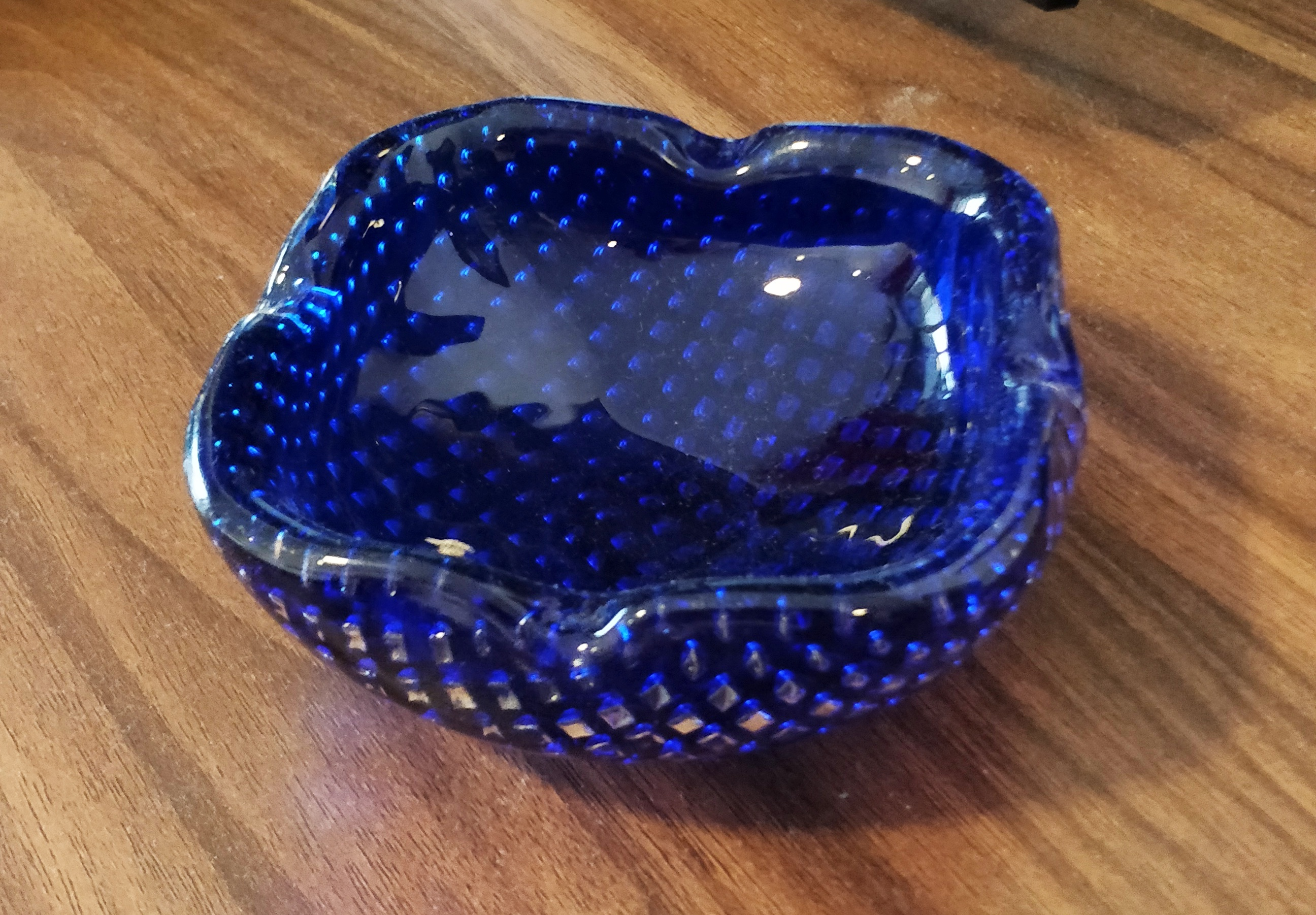
Murano-Glas-Aschenbecher mit Luftblasen, 1960er Jahre

#### Glasperlen
Die Glasperlen wurden zu einer begehrten Handelsware und breiteten sich schnell über ganz Europa aus. Über Jahrhunderte waren Glasperlen ein beliebtes Zahlungsmittel im Tauschhandel mit Gold, Elfenbein, Seide und Gewürzen. Seit einigen Jahren sind die bunten Kunstwerke begehrte Objekte für Sammler.
Glasperlen aus Venedig sind die bekanntesten und begehrtesten Perlen der Welt. Venezianische Glaskünstler haben während mehrerer Jahrhunderte Perlenhersteller auf der ganzen Welt beeinflusst. Dort werden die Glasperlen über offener Flamme hergestellt. Es ist ein sehr zeitaufwendiges Verfahren, da jede Perle einzeln gefertigt wird.
Ein Glasstab wird unter der Verwendung einer Lötlampe bis zum Schmelzen erhitzt und um einen Metallstab gewickelt, bis die gewünschte Perlenform erreicht wird. Auf diese Grundperle können nach und nach weitere Glasfarben aufgeschmolzen werden und unterschiedliche Dekorationselemente, wie dünne Glasfäden oder hauchdünne Glasplättchen (Confettis), aufgebracht werden. Dann wird die Perle sehr langsam abgekühlt und von der Stange entfernt, wodurch ein Loch entsteht, durch das die Perle später aufgefädelt werden kann. Diese Perlen heißen Wickelperlen.

### Industrialisierung

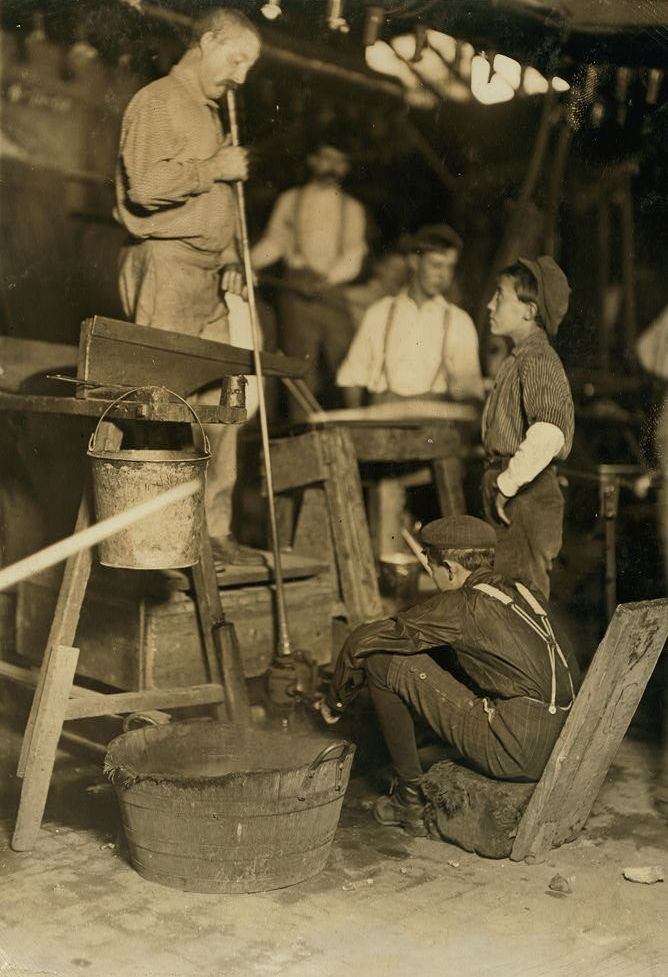
Hohlglasproduktion um 1910: Der Tropfen wird in einer Form zur Flasche geblasen.

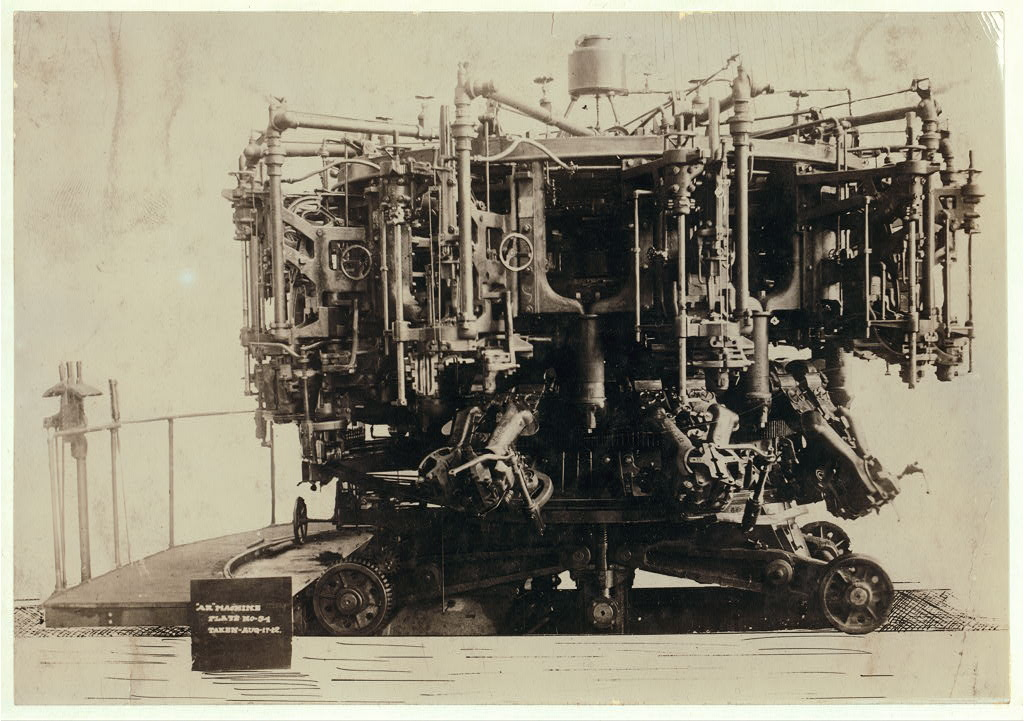
Die Owens-Maschine in Karussellform zur vollautomatischen Flaschenherstellung (1912)

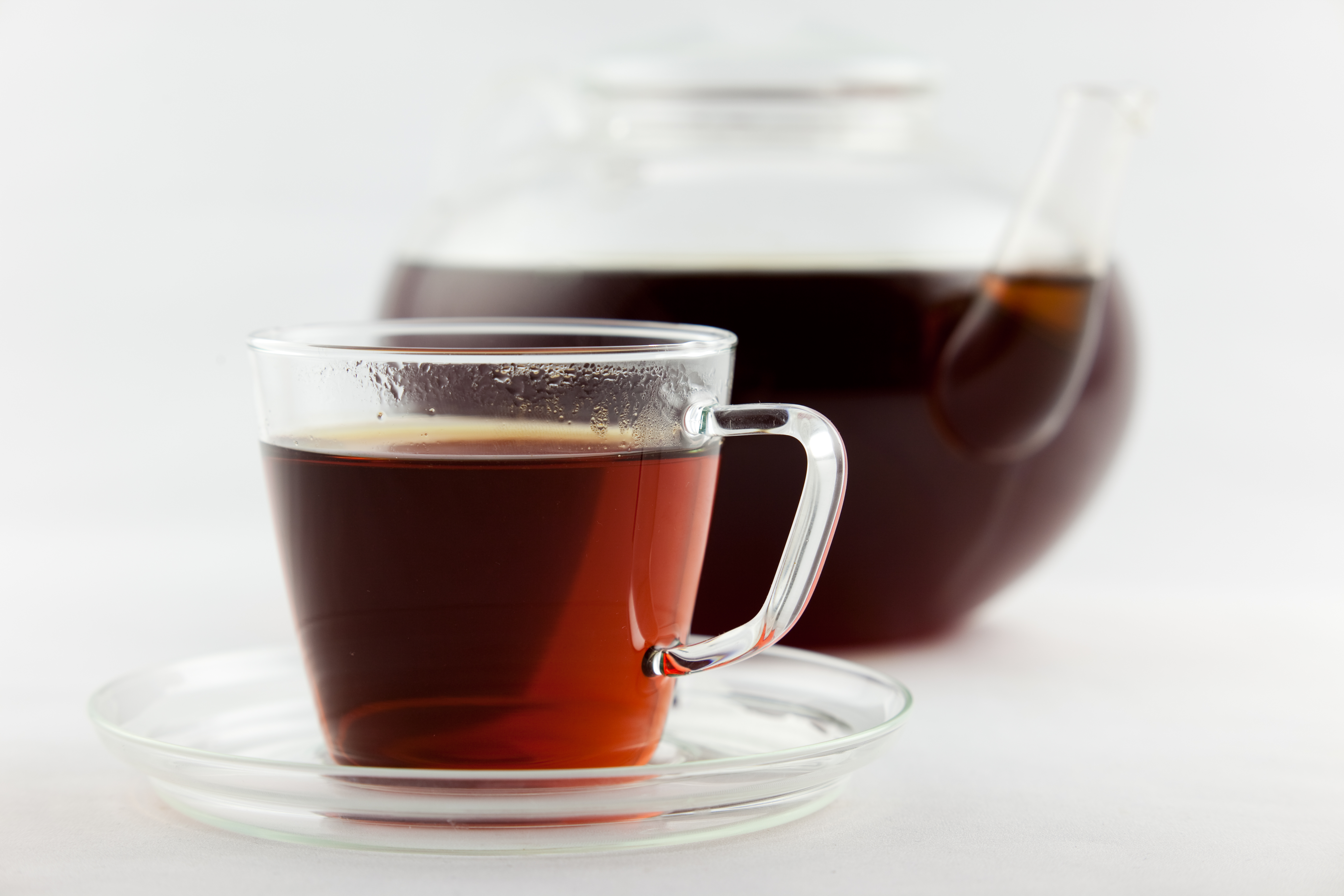
Hitzebeständiges Glas (Jenaer Glas), hier für Teegeschirr

Im frühen 19. Jahrhundert wurden neue mechanische Hilfsmittel zum Blasen der Gläser benutzt. Es wurden Formen benutzt, die ein zu erzeugendes Relief als Negativ aufwiesen. Durch den Blasdruck wird das Glas an die Form gedrückt und das Werkstück erhält so seine Gestalt. Allerdings ist die Lungenkraft des Glasmachers nicht ausreichend hoch für tiefere Reliefs, so dass mechanische Hilfsmittel eingeführt wurden. Durch den Einsatz von Luftpumpen wurde genügend Druck erzielt.
Eine weitere Neuerung in der Mitte des 19. Jahrhunderts war die Einführung von Metallformen. Erstmals 1847 ersetzten die von Joseph Magoun entwickelten Formen die alten aus Holz, was deren Haltbarkeit beträchtlich erhöhte.
Die erste halbautomatische Flaschenblasmaschine entwickelten die Briten Alexander Mein und Howard M. Ashley in Pittsburg im Jahr 1859. Doch noch immer waren manuelle Arbeitsschritte vonnöten.
Ein Meilenstein war die 1903 von Michael Joseph Owens eingeführte Owens-Maschine als erste vollautomatische Glasmaschine überhaupt. In einem in der Schmelze eingetauchten Speiser wird ein Vakuum erzeugt und so die benötigte schmelzflüssige Glasmenge exakt aufgenommen. Der Arm des Speisers schwenkt zurück und drückt den Tropfen in die Form. Mit Pressluft wird der Tropfen in die Metallform geblasen und das Werkstück erhält seine endgültige Gestalt. Diese Technik heißt Saug-Blas-Verfahren. Damit war es möglich, die zu dieser Zeit enorme Menge von vier Flaschen pro Minute zu produzieren.
Trotz dieser Errungenschaft blieben maschinell geblasene Flaschen noch viele Jahre schwerer als mundgeblasene. Um die Glasmacher zu übertreffen, mussten die Maschinen noch sehr viel genauer arbeiten. So ist auch zu erklären, dass die verschiedenen Produktionsverfahren noch lange parallel betrieben wurden.
Wesentliche Verbesserungen der Tropfenentnahme durch den Tropfenspeiser von Karl E. Pfeiffer im Jahre 1911 führten ebenfalls zu einer Steigerung der Produktivität. Die Portionierung der Glasmasse erfolgte nicht mehr durch Abschöpfen oder Saugen einer Menge Glas von der blanken Schmelzoberfläche, sondern indem ein Tropfen durch eine Öffnung am Ende des Feeders (Speiserkanals) abläuft. Durch die genauer mögliche Dosierung der Glasmenge konnten gleichmäßigere Flaschen gefertigt werden.
1924 wurde die IS-Maschine von den Namensgebern Ingle und Smith patentiert, die erste industrielle Anwendung folgte wenige Jahre später. Diese Maschine, die die Vorteile des Tropfen-Verfahrens erst richtig nutzt, arbeitet nach dem Blas-Blas-Verfahren. Ein Tropfen wird in eine Metallform geleitet und vorgeblasen. Der vorgeformte Tropfen wird in eine zweite Form geschwenkt, in der das Werkstück fertig geblasen wird.
Erste Anwendungen des neuen Verfahrens folgten wenige Jahre später. Die erste Maschine von 1927 hatte vier Stationen: Ein Feeder beschickte eine Maschine und diese konnte parallel vier Flaschen fertigen. Das Prinzip des Blas-Blas-Verfahrens ist auch heute noch in der Massenfabrikation gültig.

## Flachglas
| 2000 ― 1900 ― 1800 ― 1700 ― 1600 ― 1500 ― 1400 ― 1300 ― 1200 ― 1100 ― 1000 ― 900 ― 800 ― 700 ― 600 ― 500 ― 400 ― 300 ― 200 ― 100 ― | \| \| Floatglas \| \| \| Flachglas, gezogen \| \| \| Zylinderglas \| \| \| Tellerscheiben \| \| \| Butzenscheiben \| \| \| \| \| \| Flachglas Dünn-/Planschliff \| \| \| \| \| \| dünngeschliffener Marmor, oder Alabaster \| \| \| \| \| \| Pergamente, geölte Leinwände \| |
| | Floatglas |
| | Flachglas, gezogen |
| | Zylinderglas |
| | Tellerscheiben |
| | Butzenscheiben |
| | |
| | Flachglas Dünn-/Planschliff |
| | |
| | dünngeschliffener Marmor, oder Alabaster |
| | |
| | Pergamente, geölte Leinwände |

Zeittafel: Entwicklung der Fensterscheibe

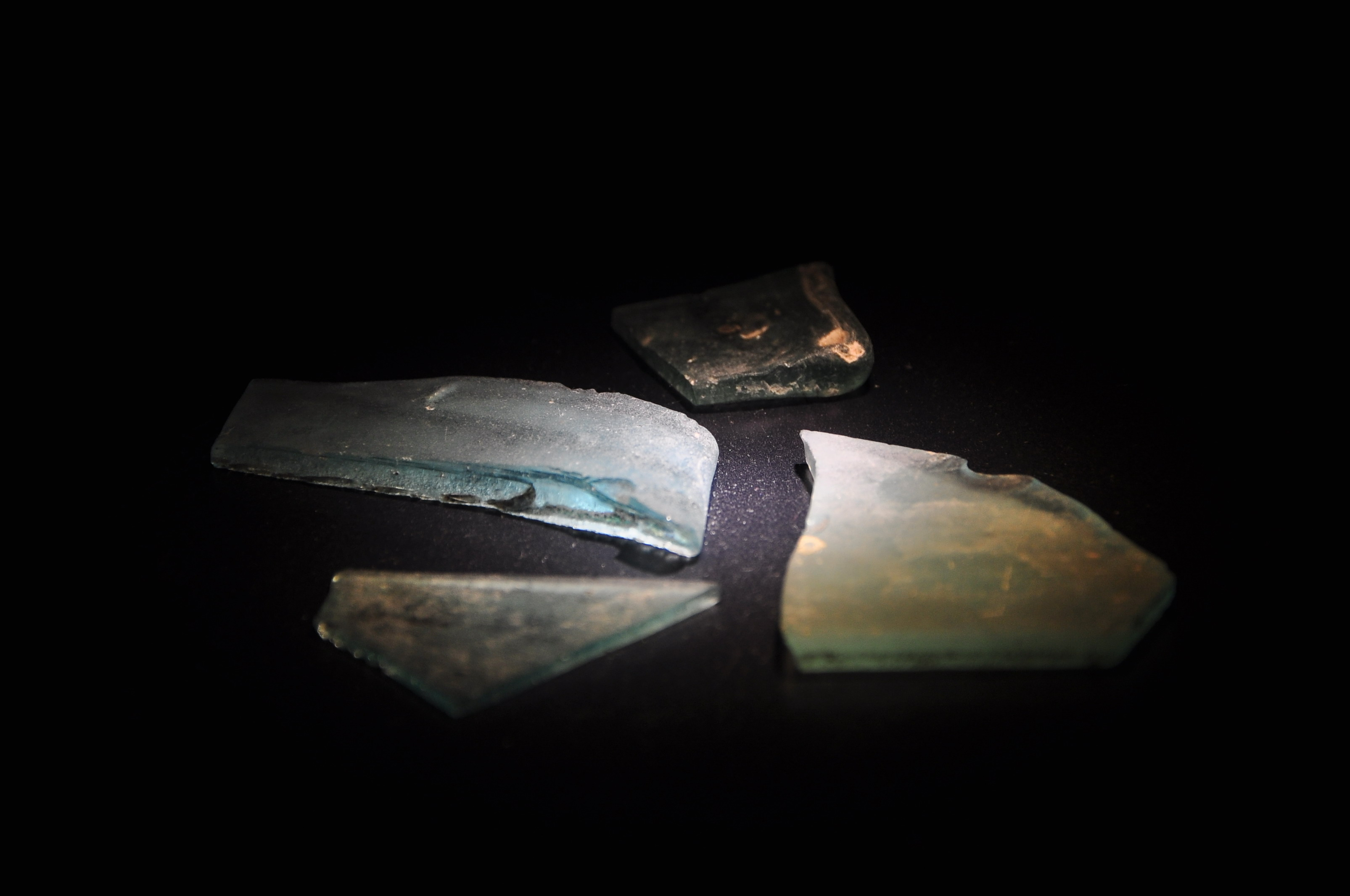
Fundort Thermengasse im römischen Vicus Turicum (Zürich): Reste von Fensterglas aus den Thermen

In der Fensterglasherstellung herrschten bis in das 20. Jahrhundert drei Verfahren vor:
- Im seit dem 11. Jh. bekannten Zylinderblas- und Streckverfahren wird aus dem geblasenen Glas ein unten offener Zylinder geformt, Die Glaszylinder wurden nach dem Abkühlen aufgeschnitten und durch Wiedererwärmen in sogenannten Strecköfen zu Tafelglas umgeformt. Zuletzt waren Durchmesser bis 90 Zentimeter und Längen von über 2 Metern möglich.[11][12]
- Butzenscheiben gibt es seit dem 12. Jahrhundert mit Durchmessern bis zu 15 Zentimetern. Butzenscheiben entstehen aus einer mit einer Glasmacherpfeife geblasenen Kugel, die an einem Hefteisen befestigt wird und danach von der Pfeife gesprengt wird. War das Glas durch die Hitze erweicht, wurde das Hefteisen in der Hand gerollt. Durch die Fliehkraft öffnete sich die Glaskugel zu einer Scheibe. Der Prozess kam aus der Normandie. Das entstandene Flachglas wird abgeschnitten.[13]
  - Aus dem Butzenscheibenverfahren entwickelte sich das Mondglasverfahren, dessen größere Scheiben in Rauten, Recht- oder Sechsecke geschnitten wurde, mit der Butze als Mittelstück. Mondscheiben wurden noch bis in die zweite Hälfte des zwanzigsten Jahrhunderts von der Firma SCHOTT DESAG AG produziert.[14]
  - Im 13. Jahrhundert entwickelte man aus dem Mondglas- das Tellerscheibenverfahren, mit Durchmesser von bis zu 28 Zentimetern. Auf der Tellerscheibe befinden sich keine Werkzeugspuren und die gesamte Scherbe ist gleichmäßig dick. Die Herstellung erfolgt durch Blasen eines erlenmeyerkolbenähnlichen Gebildes. Durch Absprengen des Bodens gewinnt man ein tellerförmiges Stück, aus dem das benötigte Glasformat geschnitten werden kann.

Mond- und Tellerglas waren in Deutschland die Ausnahme.
- 1688 wurde das Gussglasverfahren entwickelt. Das so hergestellte, großformatige Spiegelglas wurde ab dem 19. Jahrhundert auch als Fensterglas verwendet.

### Antike
Erste Fenstergläser fanden sich in Aix-en-Provence und Herculaneum. Die Funde haben Größen von bis zu 80 cm × 80 cm. Allerdings erwähnt keine schriftliche Überlieferung das Herstellungsverfahren. Für das frühe, dickwandige und einseitig matte Fensterglas gibt es in der Fachwelt unterschiedliche Auffassungen zu dessen Herstellung. Einerseits wird eine manuelle Strecktechnik in Betracht gezogen, zum anderen wird von einem Gussverfahren für dessen Herstellung ausgegangen. Funde von Fensterglas in Pompeji belegen, dass die Römer bereits im 1. Jahrhundert Fensterglas kannten, das beispielsweise in Thermen oder Villen zum Einsatz kam. Es gibt sogar vereinzelte Berichte von gläsernen Gewächshäusern. Meist handelte es sich um rechteckige Platten von ca. 20 cm × 30 cm bis zu 80 cm × 80 cm Größe und einer Stärke von 3 bis 5 mm, die eine glatte Seite und eine raue Seite aufweisen. Ab dem 2. Jh. n. Chr. scheint beidseitig glattes, dünnwandiges Fensterglas das dickwandige und aufgrund seiner rauen Seite nur mäßig transparente Fensterglas zu verdrängen, welches im archäologischen Befund oftmals schwer von Gefäßglas und rezentem Glas zu unterscheiden ist. Dieses dünnwandige Fensterglas ist wahrscheinlich im Zylinderblasverfahren entstanden.

### Mittelalter
Zu einer breiteren Verwendung kam es mit der aufkommenden Gotik im 12. Jahrhundert.

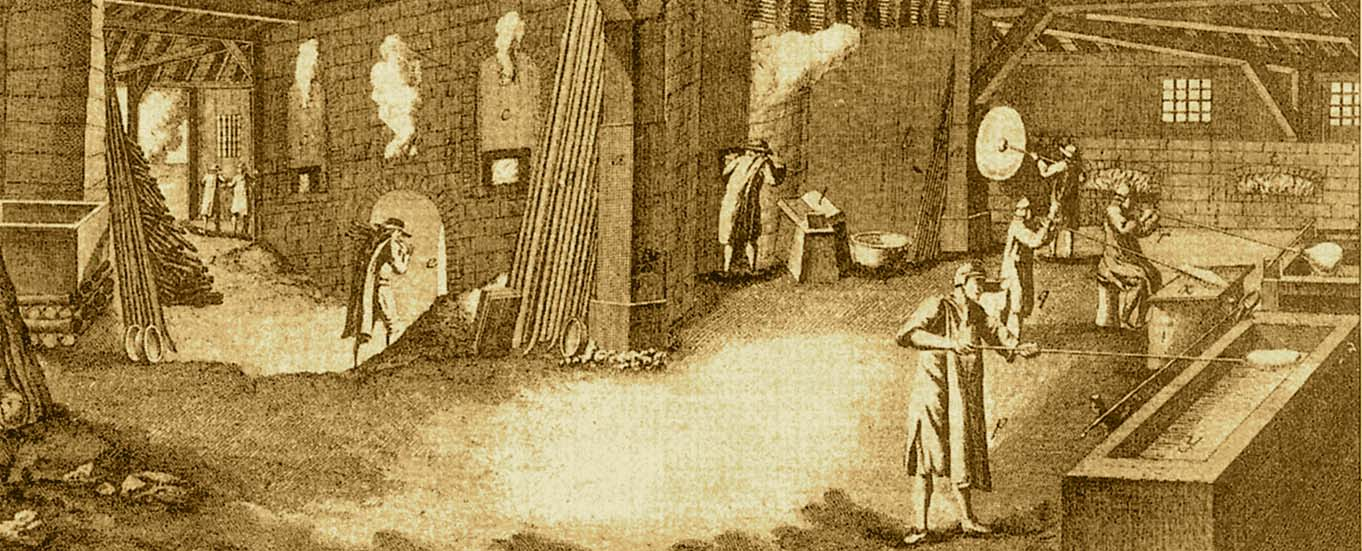
Mondglasproduktion im 18. Jahrhundert; die Tafel stammt aus der Encyclopédie. Der Arbeiter links trägt Holz zu Befeuerung. Mittig wird ein Glastropfen entnommen oder das Werkstück aufgeheizt. Rechts im Vordergrund wird ein Glastropfen durch Marbeln vorgeformt, im Hintergrund wird eine Scheibe ausgeschleudert.

Bei dem Mondglasverfahren, das bereits im vierten Jahrhundert im vorderen Orient belegt ist und später breite Anwendung in Frankreich fand, wurde ein Glastropfen mit der Glasmacherpfeife zu einer Kugel vorgeblasen. An der der Pfeife gegenüberliegenden Seite der heißen Glaskugel wurde ein Hefteisen angeschmolzen und die Glasmacherpfeife abgesprengt. Die Glaskugel hatte nun ein Loch, dessen Ränder mit Hilfe eines heißen Auftreibeeisens nach außen zur sogenannten Krone erweitert wurden. Zur weiteren Verarbeitung wurde die Kugel wieder auf Temperatur gebracht. Bei ca. 1000 °C war das Glas weich genug, um mittels Zentrifugalkraft in Scheibenform ausgeschleudert zu werden. Durch diese Technik wurden Glasscheiben bis 1,20 m Durchmesser erzeugt. Der durch das Drehen rund gewordenen Form verdanken auch die viereckigen Fenstergläser die Bezeichnung „Scheibe“.
Die ausgeschleuderten Scheiben wurden nicht zur Verglasung im Ganzen verwendet, sondern man zerteilte sie, nachdem sie erkaltet waren, in drei Teile: ein kreisförmiges Mittelstück mit dem Butzen in der Mitte und zwei halbkreisförmige, halbmondartige Randstücke, die der ganzen Scheibe den Namen „Mondscheibe“ oder „Mondglas“ gaben. Diese beiden Randstücke lieferten infolge ihrer reineren und glänzenderen Oberfläche ein bedeutend hochwertigeres Flachglas als das mit dem Streckverfahren hergestellte Walzenglas. Die Glaser schnitten das Mondglas dann je nach Qualität in Rechtecke, Rauten oder Sechsecke. Das Mittelstück mit der Anschlussstelle des Hefteisens heißt Butze und wurde für Butzenscheiben verwendet.

### Frühe Neuzeit

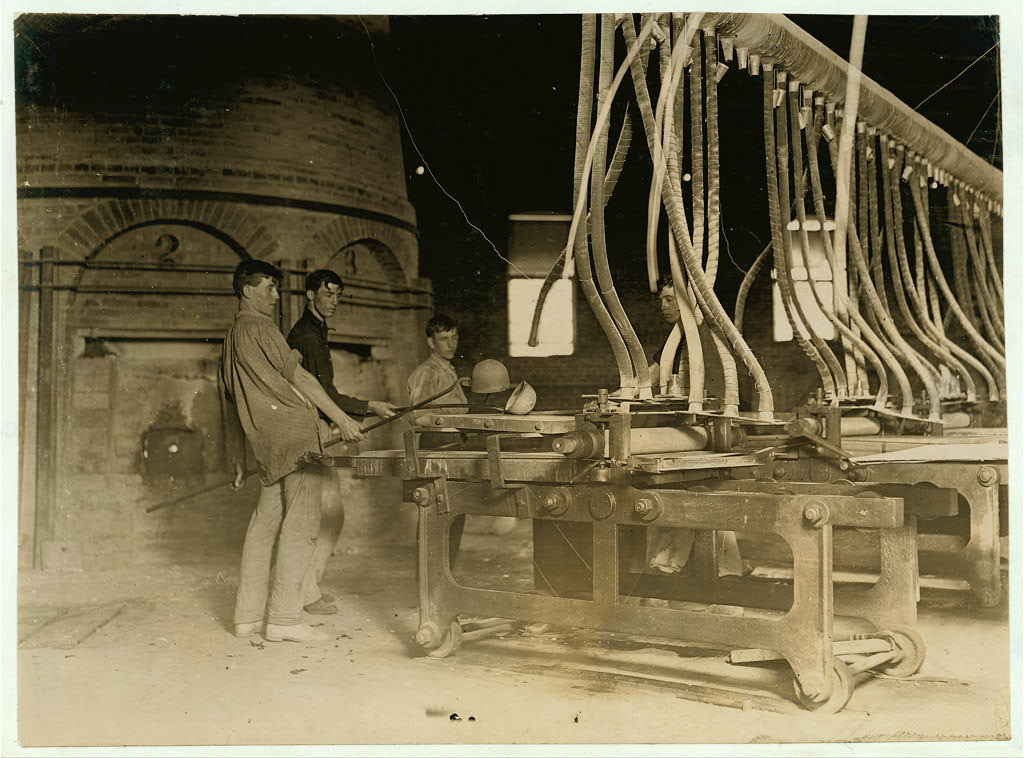
Walzglasproduktion 1908: der gleiche Prozess wie 1688

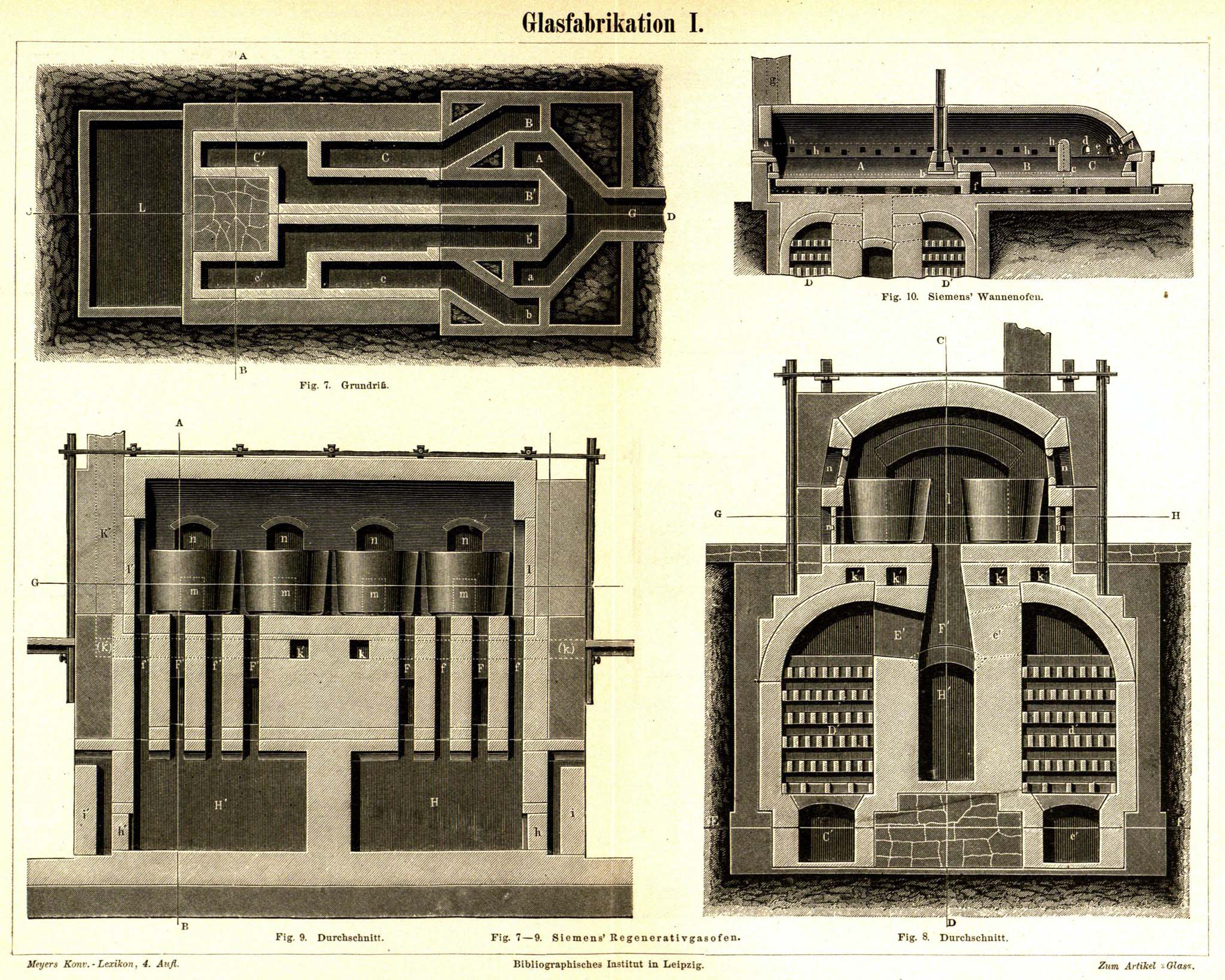
Zeichnung des Regenerativofens von Friedrich Siemens

Das Walzglasverfahren wurde zum ersten Mal 1688 in Saint-Gobain, der Keimzelle des heutigen gleichnamigen Weltkonzerns, dokumentiert. Geschmolzenes Glas wird auf den Walztisch gegossen, verteilt und schließlich gewalzt. Im Gegensatz zu den vorher genannten Verfahren wurde hier eine gleichmäßige Dicke erreicht. Auch waren erstmals Scheibengrößen von 1 × 1,5 Metern möglich, was für die Produktion von Spiegeln genutzt wurde. Probleme bereitet jedoch die ungleichmäßige Oberfläche. Fensterglas dieses Herstellungsverfahrens ist oft blind und Spiegelglas nur durch aufwendiges kaltes Polieren zu erzielen.

### Industrialisierung und Automatisierung

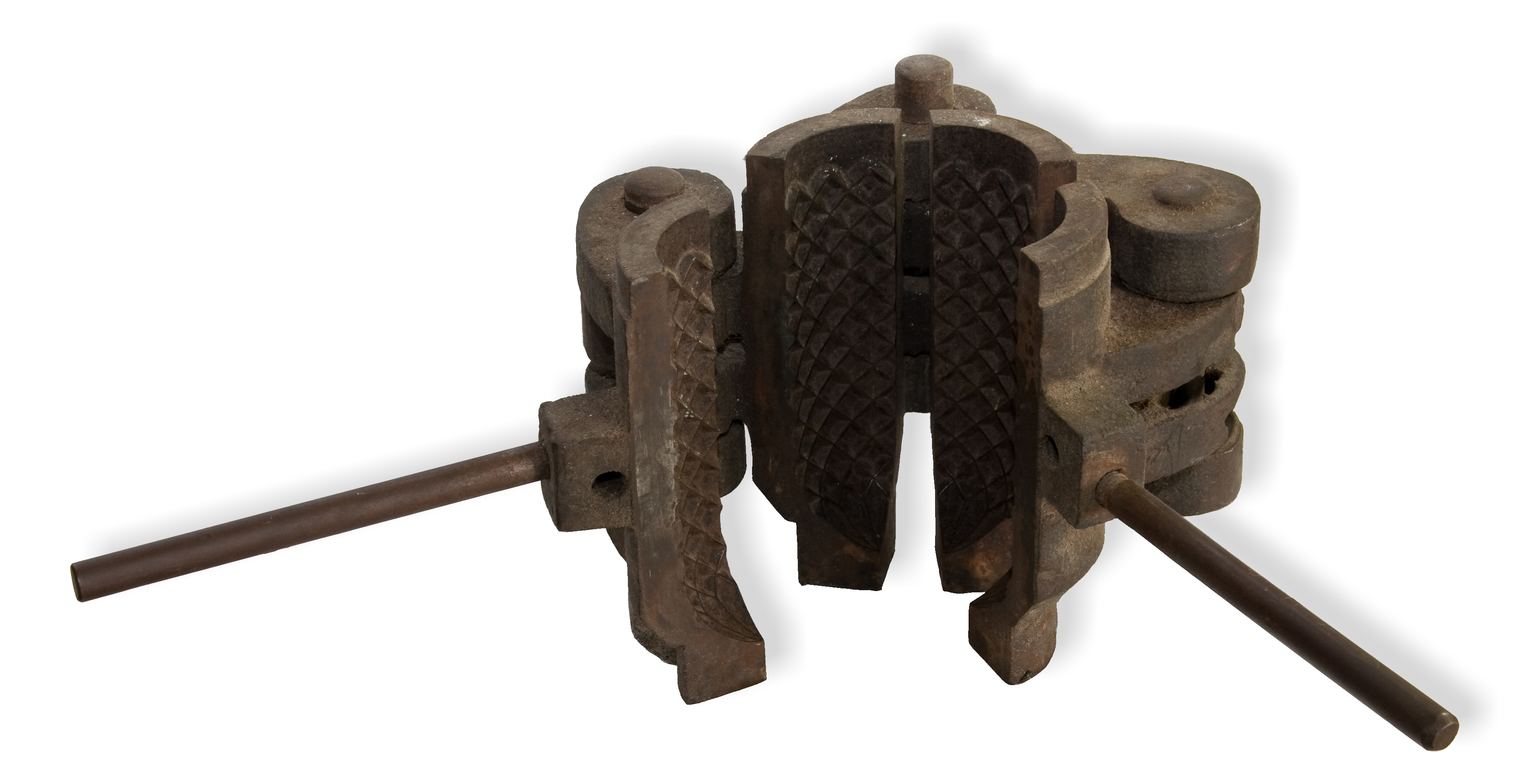
Gusseiserne Form zur manuellen Formgebung von Hohlglas

Die Industrialisierung und Automatisierung der Glaserzeugung setzte schrittweise im 19. Jahrhundert ein. Zunächst wurden einzelne Verfahrensabschnitte optimiert. So wurden 1847 durch Joseph Magoun Metallformen in der Hohlglasproduktion eingeführt, welche die bis dahin hauptsächlich genutzten Holzformen ersetzten. 1856 entwickelte Friedrich Siemens den ersten Glasofen mit Regenerativfeuerung, was 1867 zum ersten kontinuierlichen Wannenofen ebenfalls durch Friedrich Siemens führte. Die regenerative Befeuerung ermöglichte erhebliche Energieeinsparungen und zugleich eine verbesserte Temperaturführung in der Glasschmelzwanne. Wenig später, im Jahr 1884, gründeten Ernst Abbe und Otto Schott in Jena ein Glaswerk für optische Spezialgläser.

Herstellung von Flachglas nach dem Fourcault-Prozess. Die Glastafel wird durch eine Düse senkrecht aus der Schmelze gezogen.

Im Jahr 1905 entwickelte der Amerikaner John H. Lubbers ein Verfahren zur Flachglasherstellung, wobei er den manuellen Prozess des Zylinderblasverfahrens im industriellen Maßstab umzusetzen versuchte. Dabei wurden Zylinder direkt aus der Schmelz gezogen, diese konnten einen Durchmesser von 80 cm erreichen und waren bis zu 12 m hoch. Der Zylinder wurde anschließend aufgeschnitten und geplättet. Das Verfahren war jedoch sehr umständlich, insbesondere das Umlegen der Zylinder in die Horizontale bereitete Schwierigkeiten.
Ein Patent zur verbesserten Flachglasproduktion sollte 1902 von Émile Fourcault folgen. Das nach ihm benannte Fourcault-Verfahren diente zur Ziehglasherstellung. Das Glas wird dabei kontinuierlich als Glastafel durch eine Düse aus der Schmelze senkrecht nach oben gezogen. Das Flachglas wurde somit ohne Umweg über einen Zylinder erzeugt. Nach dem Hochziehen durch einen senkrechten Kühlkanal auf ca. 8 m Höhe kann gekühltes Flachglas am oberen Ende zugeschnitten werden. Durch Variation der Ziehgeschwindigkeit konnte die Glasdicke eingestellt werden. Das Fourcault-Verfahren kam ab 1913 zum Einsatz und bedeutete eine große Verbesserung.
Ein ähnliches Verfahren ließ der Amerikaner Irving Wightman Colburn 1904 patentieren. Das Glasband wurde ebenfalls senkrecht aus der Schmelz gezogen, aber zur besseren Handhabung über eine Umlenkrolle in einen horizontalen Kühlkanal umgeleitet. Mit einer eigenen Fabrik wurde bis 1912 versucht, das Verfahren zu beherrschen, blieb aber letztlich erfolglos, so dass Insolvenz angemeldet wurde. Das Patent ging an die Toledo Glass Company. 1917 kam das nunmehr sogenannte Libbeys-Owens-Verfahren zur industriellen Anwendung. Die Vorteile gegenüber dem Fourcault-Verfahren lagen in der einfacheren Kühlung. Hingegen konnten bei jenem mehrere Ziehmaschinen an einer Glasschmelzwanne arbeiten. Da der Kühlofen beliebig lang sein konnte, erreichte dieses Verfahren etwa die doppelte Produktionsgeschwindigkeit. In der Folgezeit existierten beide Verfahren parallel. 1925 verbesserte die Plate Glass Company die Vorteile der Verfahren von Fourcault und Colburn; sie erzielte mit dem Pittsburg-Verfahren dadurch eine deutliche Steigerung der Produktionsgeschwindigkeit.
Dem Deutschen Max Bicheroux gelang 1919 der entscheidende Schritt bei der Gussglasherstellung. Im Gegensatz zu den bisher genannten Verfahren wurde hier keine Glastafel aus der Schmelze gezogen, sondern die flüssige Glasmasse wurde dabei zwischen gekühlten Walzen zu einem Glasband geformt. Im noch erwärmten Zustand wurde das Glasband zu Tafeln geschnitten und in Öfen abgekühlt. Mit diesem Verfahren konnten Scheiben bis zu 4,5 m Breite hergestellt werden. Ein ähnliches Verfahren wurde 1921 von Pilkington und dem Fahrzeugfabrikanten Ford zur kontinuierlichen Herstellung von Automobilglas als Walzglas entwickelt. Dieses Verfahren lieferte allerdings geringere Breiten als das von Bicheroux.
Die Firma Pilkington bewältigte in den 1960er Jahren als erste die technischen Probleme der Floatglasfertigung, wobei die Glasschmelze auf ein Bad aus flüssigem Zinn gegossen wurde. Dieses Prinzip revolutionierte die Flachglasfertigung, da es eine sehr hohe Produktivität aufwies und die Spiegelglasherstellung ohne weitere Nachbearbeitungsschritte ermöglichte. In den 1970er Jahren wurde dieses Verfahren allgemeiner Standard und verdrängte die übrigen nahezu vollkommen. Das Verfahren basiert auf einer Idee von Henry Bessemer, die William E. Heal bereits 1902 zum Patent angemeldet hatte.

## Rohrglas

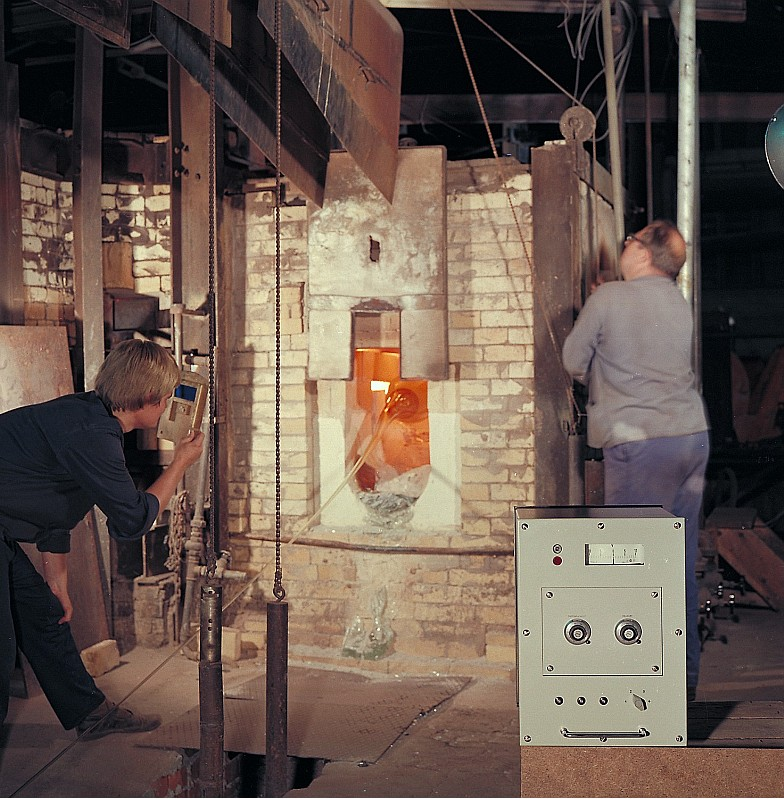
Danner-Rohrzug im VEB Glaswerk Weißwasser

Glasrohre wurden bis ins 19. Jahrhundert ebenfalls (mundgeblasen) ausschließlich diskontinuierlich aus einer Charge oder einem Glasposten hergestellt. Die industriellen Prozesse zur Glasrohrerzeugung werden in Verfahren mit rotierender Pfeife und Ziehverfahren mit Düsen unterteilt. Letztere können weiter unterteilt werden in Varianten, bei denen das Glasrohr senkrecht nach unten oder oben aus der Schmelze gezogen wird. 1912 entwickelte E. Danner (Libbey Glass Company) in den USA das erste kontinuierliche Röhrenziehverfahren, worauf 1917 ein Patent erteilt wurde.
Beim Danner-Verfahren fließt eine Glasschmelze als Band auf einen schräg nach unten geneigten, rotierenden keramischen Hohlzylinder – die Dannerpfeife. Nach Zuführung von Druckluft über das Innere der Pfeife gelingt das Abziehen des sich bildenden Glasrohres in Richtung der Pfeifenachse. Die Ziehgeschwindigkeit des Rohrs sowie Höhe des Drucks der zugeführten Luft bestimmen hierbei die Rohrdimension.
In Frankreich wurde 1929 von L. Sanches-Vello ein vertikales Ziehverfahren ausgearbeitet. Dabei handelt es sich um ein senkrechtes Rohrziehverfahren. Die Schmelze wird durch eine Düse im Boden der Schmelzwanne nach unten gezogen und kurz darauf in die Horizontale umgeleitet.
Für die Produktion von Rohrglas existieren eine Reihe weiterer Verfahren, die aber alle nach sehr ähnlichen Prinzipien arbeiten.